# Werne
Werne (1939 amtlich Werne a./Lippe; bis 1976 offiziell: Werne an der Lippe) liegt im südlichen Münsterland an der Lippe und ist mit gut 30.000 Einwohnern eine mittlere kreisangehörige Stadt, die zum nordrhein-westfälischen Kreis Unna und damit zum Regierungsbezirk Arnsberg gehört.

## Geografie

### Lage
Werne ist ein im Süden des Münsterlands gelegenes Mittelzentrum. Südlich der Stadt verläuft der Fluss Lippe. Dieser markiert die historische Südgrenze des Hochstifts Münster. Das Stadtgebiet von Werne hat im Süden Anteil am Lippetal, einer von Grünland geprägten Kulturlandschaft, und im Norden an den Lipper Höhen, deren offene Kulturlandschaft durch Ackerland geprägt ist. Werne ist Teil der Europäischen Metropolregion Rhein-Ruhr. Das Stadtgebiet ist nach dem Landesentwicklungsplan der Ballungsrandzone der Metropolregion zugeordnet. Innerhalb des Verdichtungsgebiets wird die Lippeaue als Gebiet für den Schutz der Natur definiert. Orientiert am Landesentwicklungsplan definiert das Bundesamt für Naturschutz den Innenstadtbereich und den Ortsteil Stockum als dem Verdichtungsraum Ruhrgebiet zugehörig, jedoch nicht die geringer besiedelten Flächen des Stadtgebiets, einschließlich der Lippeaue. Werne liegt wegen seiner Zugehörigkeit zum Kreis Unna innerhalb des Verbandsgebiets des Regionalverbands Ruhr.

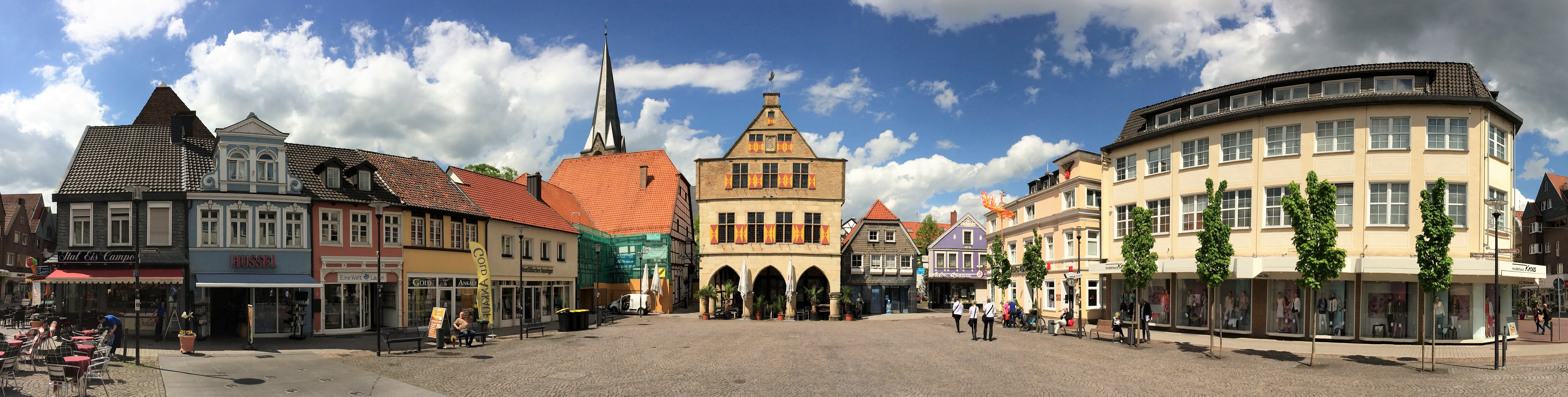
Marktplatz

### Ausdehnung des Stadtgebiets
- Größte West-Ost-Ausdehnung: 13,0 km
- Größte Nord-Süd-Ausdehnung: 7,8 km
- Länge der Stadtgrenze: 50,5 km

### Stadtgliederung
Die Stadt Werne gliedert sich in die Kernstadt und mehrere Ortsteile nebst kleineren Bauerschaften. Einwohnerstärkster Ortsteil ist der mittlerweile mit der Kernstadt verschmolzene Ortsteil Evenkamp (bedingt durch die nach 1900 entstandenen Bergarbeitersiedlungen der ehemaligen Zeche Werne in der Bauerschaft Evenkamp), gefolgt von Stockum im Osten der Stadt, in Richtung Hamm. Nördlich von Stockum gelangt man in den Stadtteil Horst. Von dort weiter in Richtung Herbern liegt die Bauerschaft Wessel. Diese drei Ortsteile bildeten bis 1974 die Gemeinde Stockum.
Nördlich der Stadt Werne liegen die Bauerschaften Holthausen und Schmintrup (Richtung Herbern). Im Westen (Richtung Selm und Lünen) befinden sich Ehringhausen, Varnhövel, Lenklar und Langern.

### Nachbargemeinden
| Nordkirchen | Ascheberg                                   |      |
| Selm        | Kompassrose, die auf Nachbargemeinden zeigt | Hamm |
| Lünen       | Bergkamen                                   |      |

Die nächstgelegenen Oberzentren sind Dortmund in einer Entfernung von etwa 25 km und Münster, rund 40 km entfernt. Die nächste Großstadt ist Hamm, rund 14 km entfernt.

## Geschichte
Um 800 ließ Liudger, der erste Bischof von Münster, im Auftrag Karls des Großen am südlichen Rand des Dreingaus eine Kapelle erbauen. Dieser Akt begründet die Pfarrei Werne. Damit sollte der christliche Glaube, den die Bevölkerung zum größten Teil angenommen hatte, gefestigt und gestärkt werden. 834 wurde Werne erstmals in einer lateinischen Urkunde erwähnt. Diese beinhaltet einen Grundstückstausch zwischen einem gewissen Frithuard und Gerfrid, dem zweiten Bischof von Münster, und ist heute in der Universitätsbibliothek von Leiden (Niederlande) zu finden. Es heißt dort: „… in pago dreginni in villa quae dicitur werina“ (im Dreingau, an dem Ort, der Werne genannt wird). Diese urkundliche Eintragung bedeutet, dass um die Kapelle herum bereits ein kleines Gemeinwesen entstanden sein musste, das der Erwähnung wert war.

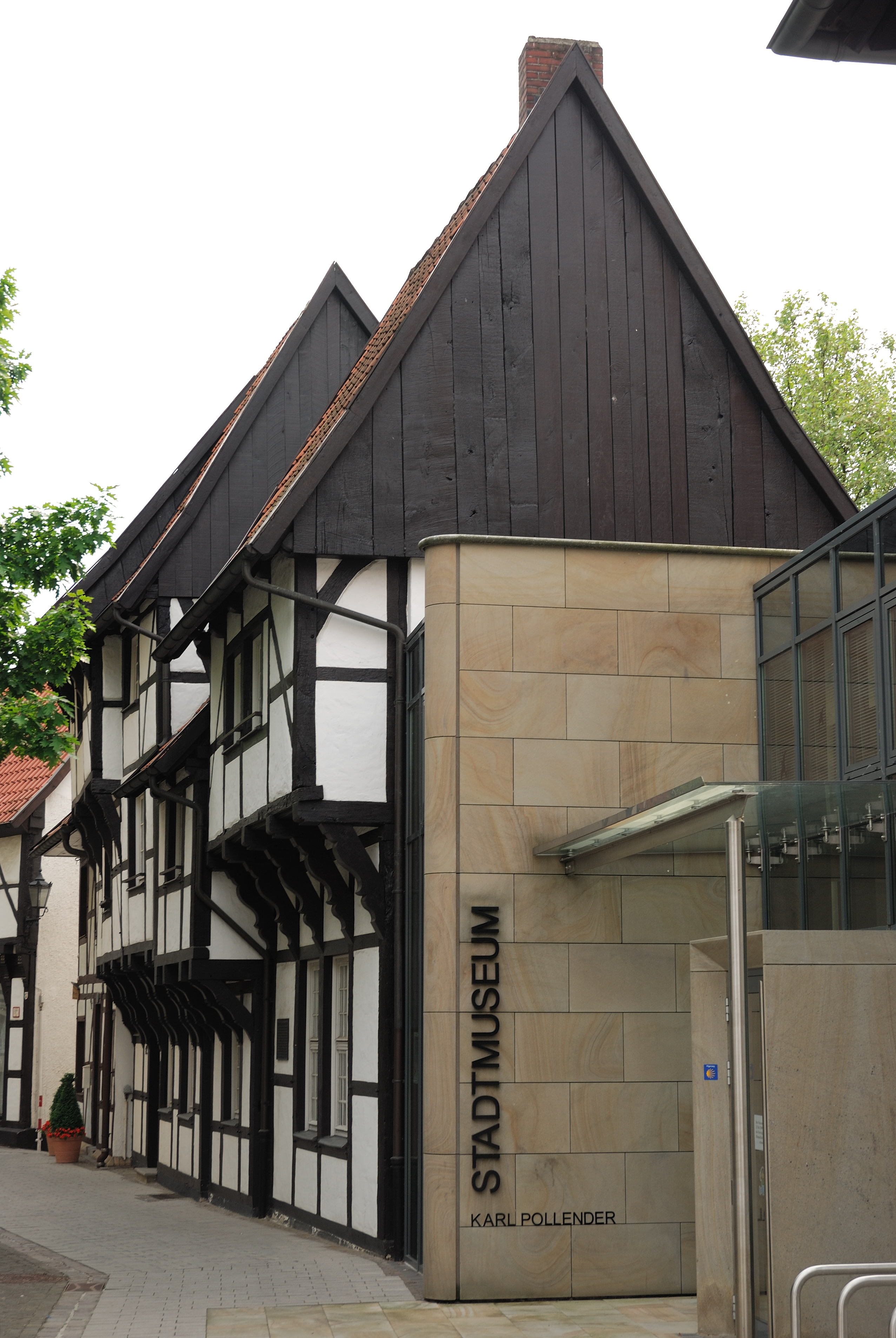
Wärmehäuschen und Eingang des Karl-Pollender-Stadtmuseums

Um die auf dem bischöflichen Haupthof gelegene Kirche siedelten sich vom 9. Jahrhundert bis zum 12. Jahrhundert Gewerbetreibende an. So entstand im Laufe der Zeit innerhalb der Bauerschaft Werne das Weichbild Werne. 1139 gehörten die Kirche und die Pfarrei von Werne dem neu gegründeten Kloster Cappenberg an. Werne erhielt eine steinerne Kirche im romanischen Stil. In der Zeit von 1192 bis 1195 wurde Werne zur Zollstelle erhoben und unterstand direkt der bischöflichen Gerichtsbarkeit.
1253 gründete sich das Städtebündnis zwischen Münster, Dortmund, Soest und Lippstadt gegen die Willkür der Landesherrn an der Lippebrücke in Werne (Werner Bund). Dieses langanhaltende Städtebündnis gilt heute noch als der Vorläufer der „Westfälischen Hanse“.
Die ersten Anfänge einer Befestigung Wernes entstanden 1302. Der Kirchhof wurde mit einem Wall und einem Graben umgeben.
Werne erhielt 1362 durch seinen Landesherrn, den Bischof Adolf von Münster, die Bestätigung, auf Simon-Juda einen freien Markt (Sim-Jü) abzuhalten.
Nachdem Werne das Befestigungsrecht erhalten hatte, wurde der gesamte Ort 1383 mit Wall, Palisaden und Graben befestigt.
Werne erhielt 1385 das Wigboldrecht (minderes Stadtrecht). Im Jahre 1395 existierte – urkundlich verbrieft – bereits ein Stadtrat.
Graf Adolf IV. von der Mark brannte die Stadt 1400 nieder. Ab 1415 erhielt Werne eine vollständige Befestigung mit Mauern, Toren und Türmen. 1446 fand die erste Vereinigung der landtagsfähigen Städte im Oberstift Münster statt, darunter auch Werne. Etwa 1470 wurde Werne eine Hansestadt.

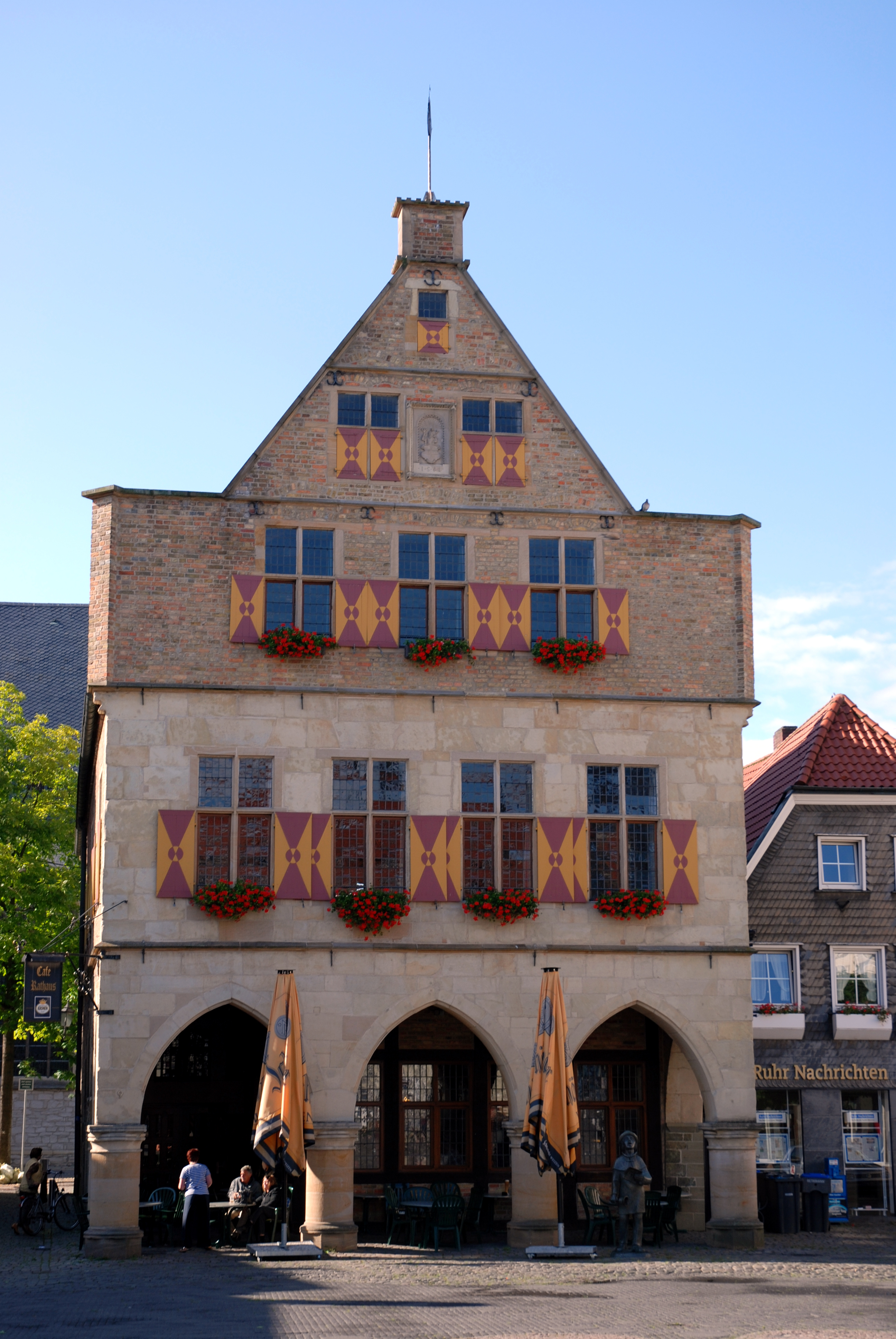
Historisches Rathaus

Das historische Rathaus wurde in der Zeit von 1512 bis 1561 erbaut.

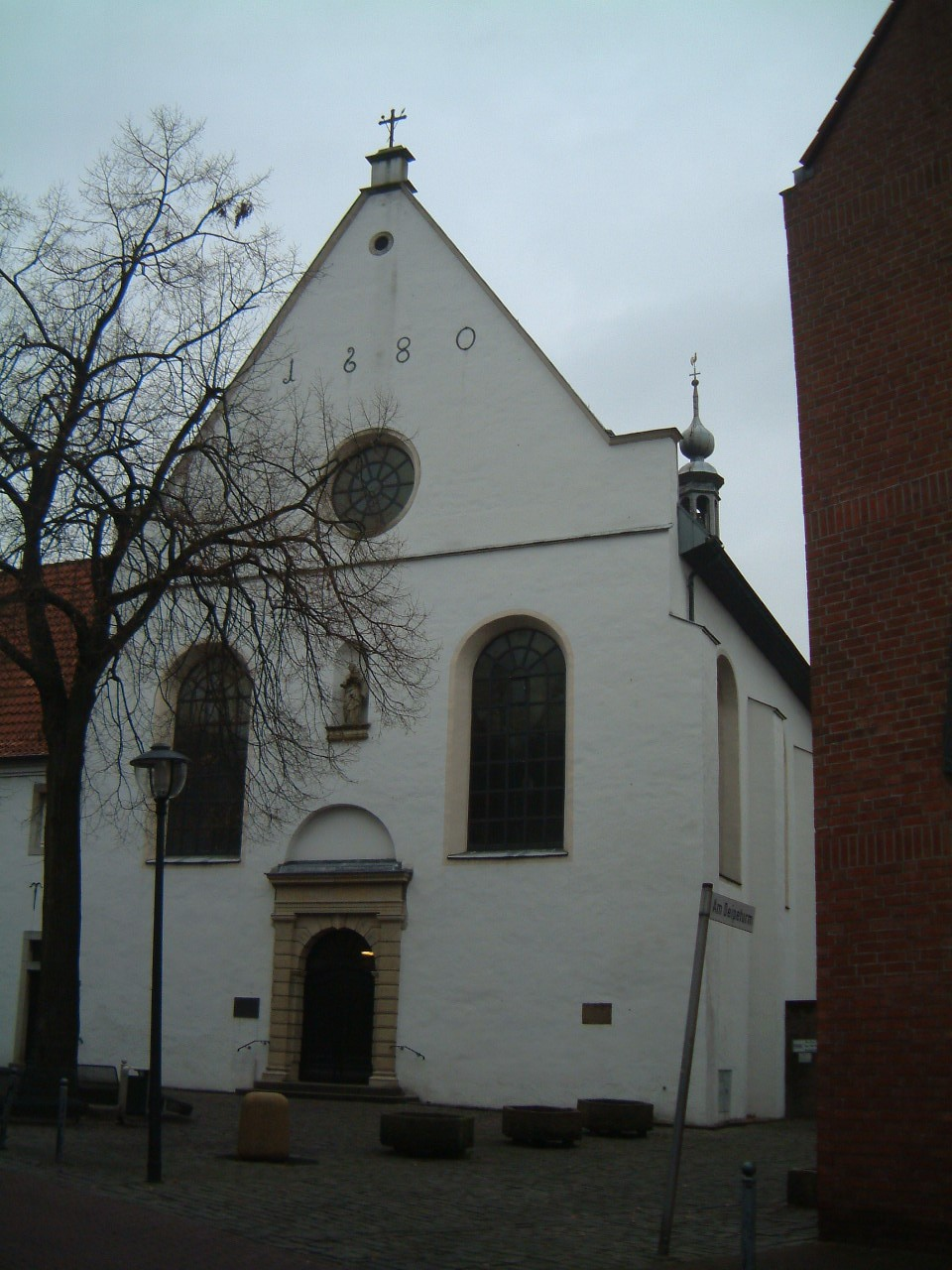
Kapuzinerkloster

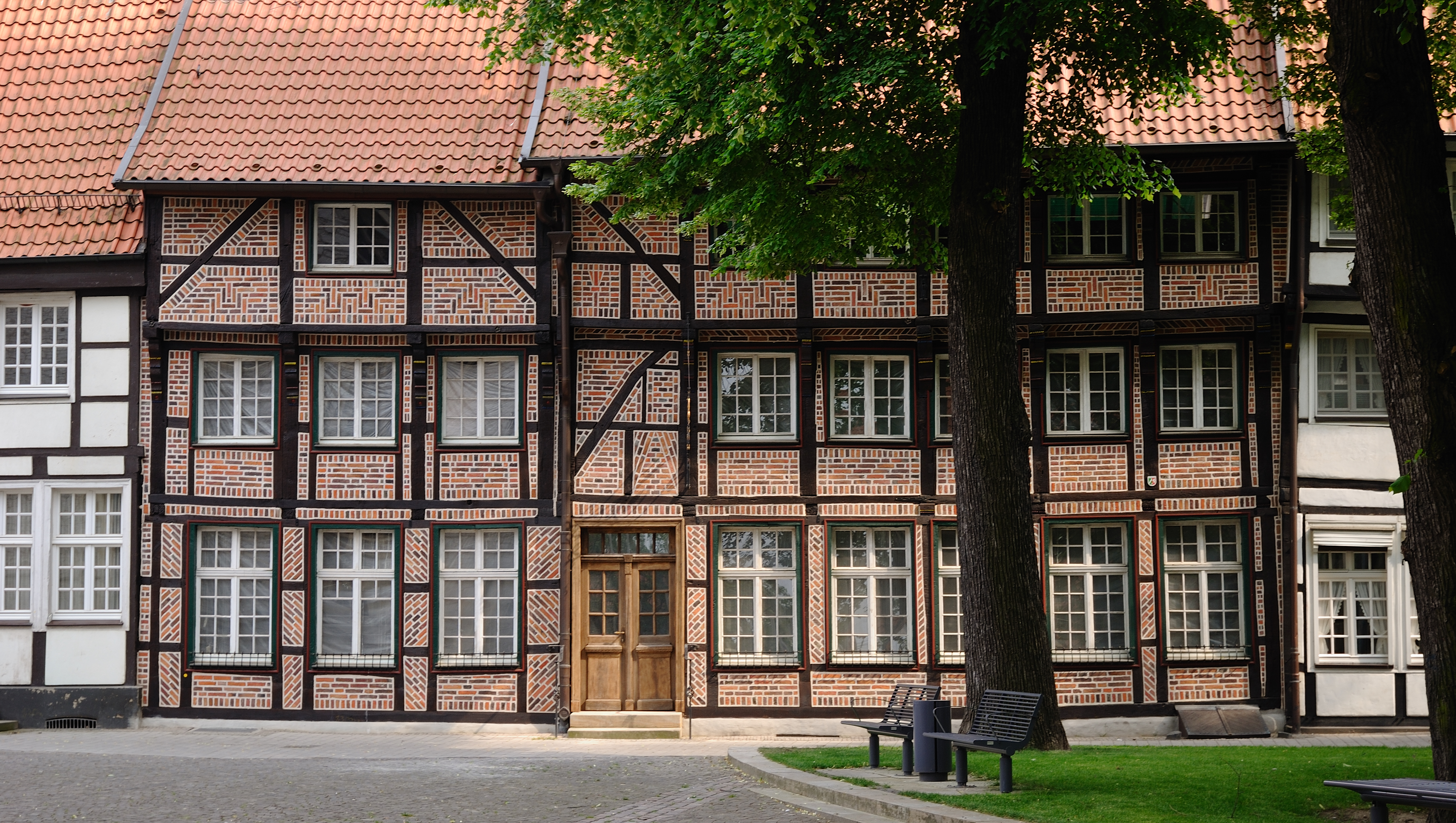
Fachwerkhäuser an der Christophoruskirche

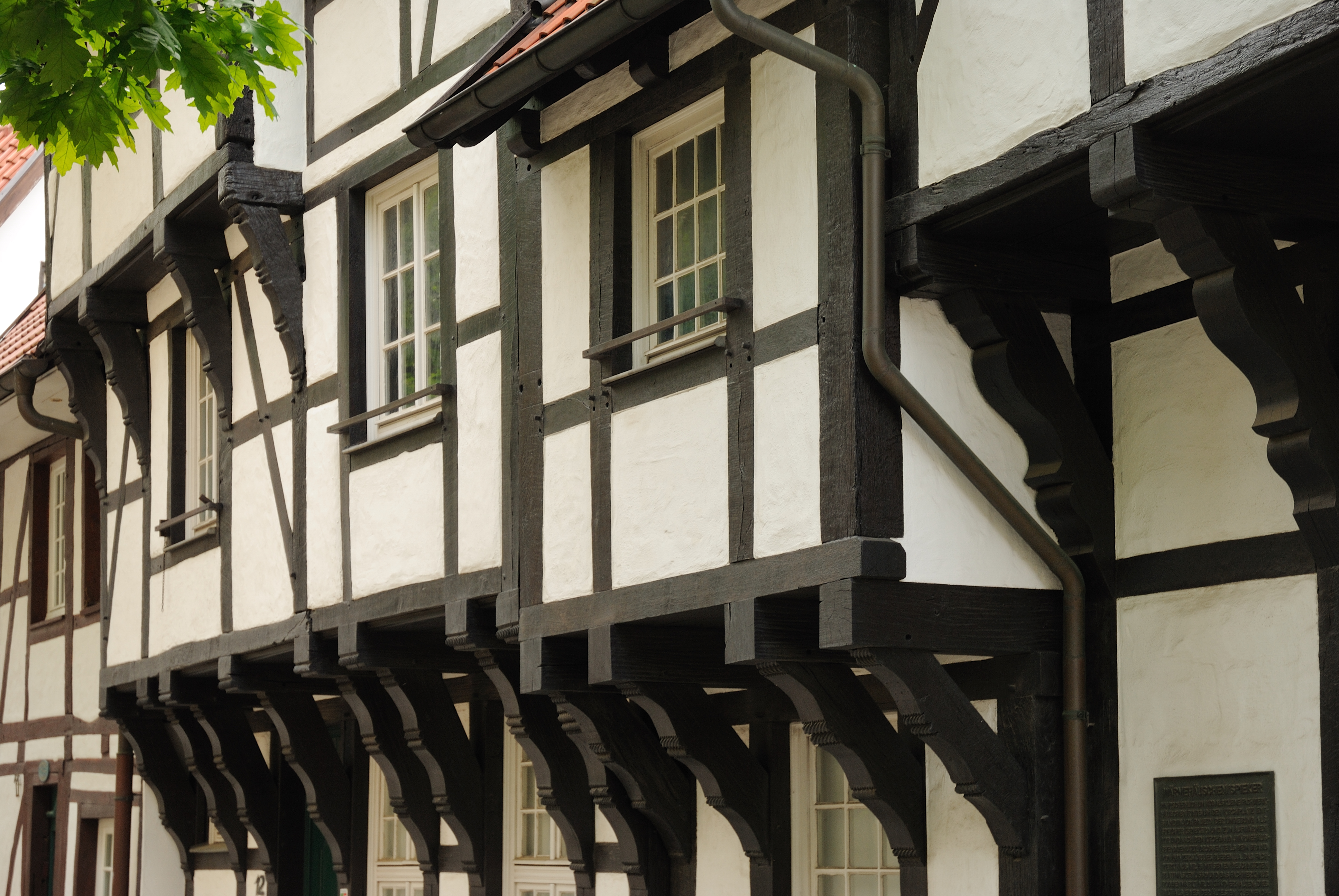
Fachwerk am Stadtmuseum

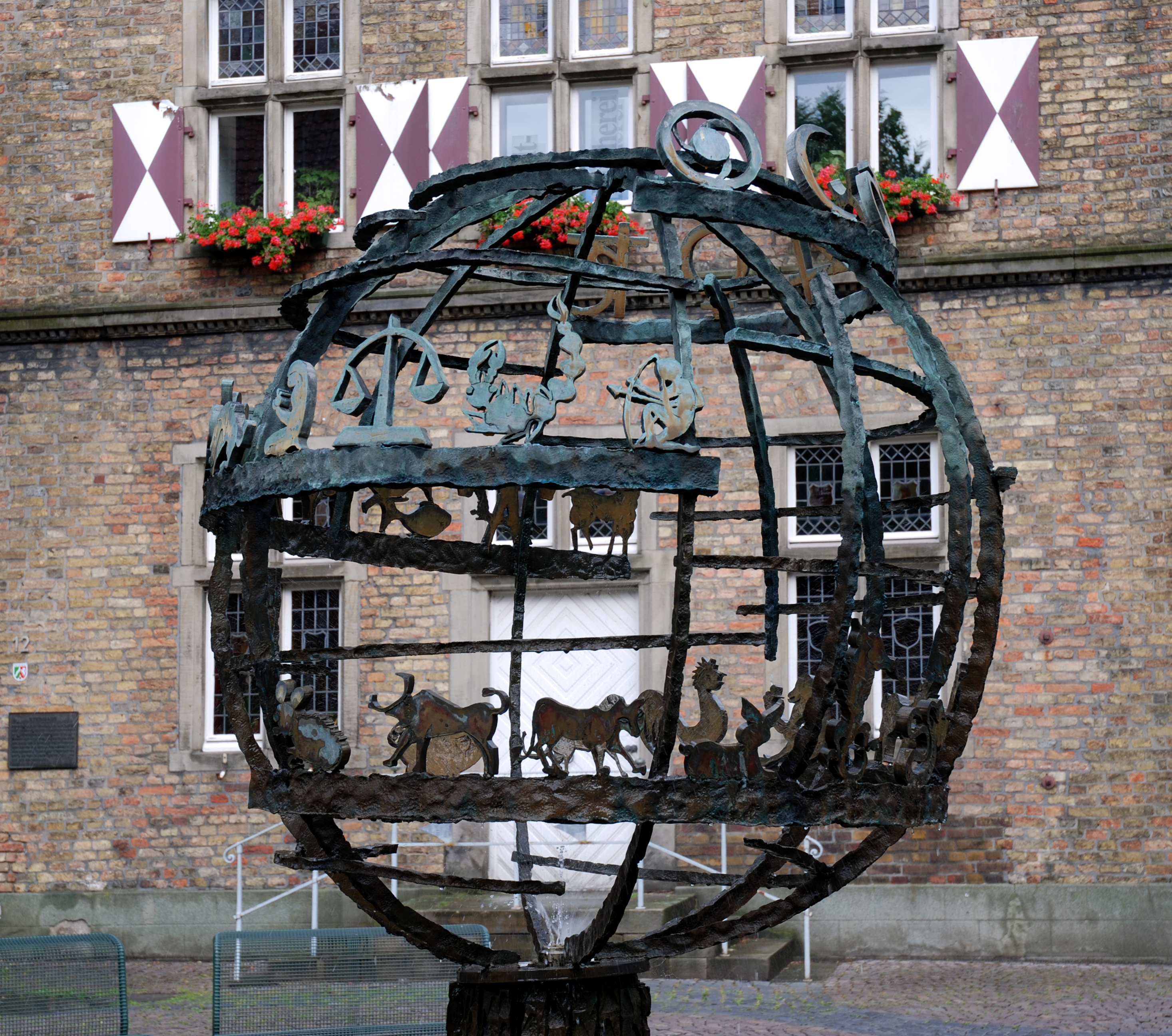
Brunnen am Steinhaus

1585 wurde der Verteidigungsgürtel der Stadt durch eine Wallanlage verstärkt. Bei der größten Feuerkatastrophe in Werne im Jahr 1586 fielen 43 Häuser den Flammen zum Opfer. Zum Beginn des 17. Jahrhunderts erhielt die Stadt das Münzrecht.
Während des Dreißigjährigen Krieges zwischen 1618 und 1648 wurde Werne mehrmals besetzt, geplündert und gebrandschatzt. Im Jahre 1623 blieb Werne eine Plünderung durch Herzog Christian von Braunschweig erspart, obwohl dieser zuvor mehrere Städte geplündert hatte. Vermutlich ist er im Nebel vom Weg abgekommen. Seit 1623 wird jährlich bis zum heutigen Tage eine Dankprozession von der Geistlichkeit zusammen mit den Werner Bürgern und den Traditionsvereinen am zweiten Sonntag nach Fronleichnam durchgeführt.
Auf dem Höhepunkt der Hexenverfolgung wurden im Amt Werne 1629 etwa 60 Menschen als Hexen getötet, davon mindestens 25 in Davensberg und Umgebung sowie sechs in Capelle. In Werne selbst wurde 1619 Elsa Hilligenhover als Hexe hingerichtet, ein weiterer Angeklagter starb im Gefängnis.
1636 und 1637 grassierte die Pest in Werne und forderte 313 Tote bei rund 1.000 Einwohnern.
1658 sandten einige Werner Ratsherren ein Gesuch an Fürstbischof Christoph Bernhard von Galen mit der Bitte, in Werne ein Kapuzinerkloster einrichten zu dürfen. Die Kapuziner kamen 1659 nach Werne – zwei Kapuzinerpatres zogen in Werne ein. Sie bauten von 1671 bis 1673 das Kloster und von 1677 bis 1681 die Kirche. Dass sich die Suche nach einem passenden Grundstück für den Bau des Klosters so langwierig gestalten und erst zwölf Jahre später zum Erfolg führen würde, konnte man damals kaum abschätzen. Erst 1671, nach mancherlei Schwierigkeiten und vielen Schreiben zwischen Fürstbischof, Domkapitel und Stadt Werne, wurde endlich der Grundstein zum Klostergebäude auf dem Schüttenwall zwischen Neu- und Steintor gelegt. Im September 1673 war der Bau so weit fortgeschritten, dass die erste Kapuzinerfamilie, bestehend aus dem Guardian Theodat von Münster mit sechs Patres und vier Brüdern, einziehen konnte. Am 10. August 1677 legte im Auftrage von Fürstbischof Christoph Bernhard von Galen der Propst von Cappenberg, Werner Theodor von Westrem, den Grundstein zur Klosterkirche, die, geplant vom Bruder Ambrosius von Oelde, 1680 fertiggestellt wurde. Dass auch die Werner Bürger einen großen Anteil am Bau dieser Kirche hatten, wird noch heute durch das Chronogramm über dem Eingangsportal verewigt: „Deo uni trino et S. S. Petro et Paulo patronis – Me benefaCtores et fratres ope et LaboranDo eXstrVXerVnt.“ (Dem dreieinigen Gott und den Patronen St. Petrus und St. Paulus – 1680 haben mich die Wohltäter und Brüder durch ihre Arbeit und ihre Spenden erbaut).
Johann Bernhard Moormann siedelte sich 1725 in Werne an und gründete 1737 eine Brauerei und Brennerei, aus der die Hefefabrik Uniferm hervorging.
Die Stadt Werne litt in der zweiten Hälfte des 18. Jahrhunderts an Geldmangel. Diesem ein wenig abzuhelfen, sollten die Steine der alten Stadtmauer samt Toren und Türmen an den Meistbietenden auf Abbruch verkauft werden. Viele Werner Bürger nahmen 1777 dieses Angebot, ihr Fachwerk wenigstens zum Teil durch Stein zu ersetzen, wahr. Auch die Stadt behielt einen Teil der Steine ein, um die wichtigste Straße von Werne endlich von Schlamm und tiefen Löchern zu befreien und zu pflastern (die „Steinstraße“). Die Stadtmauern und kleine Türme wurden 1779 abgerissen. 1821 wurde als vorletztes Tor das Burgtor, 1843 das letzte Stadttor, das Neutor, abgebrochen. Die eingravierte Inschrift ist uns bis heute überliefert: „Do men. scref. m. cccc. XIII. do lechde, men. disen. toren. an.“ (1413 legte man dieses Tor an).
1803 wurde das Oberstift Münster als Teil des Hochstifts Münster durch den Reichsdeputationshauptschluss aufgelöst. Werne wurde preußisch.
Werne wurde 1808 durch Napoleon I. dem Großherzogtum Berg angegliedert; es wurde eine Munizipalität Werne gebildet, der die Stadt und das Kirchspiel angehören. Die Sympathie für die Franzosen erlosch bald, als Napoleon auch in Westfalen junge Männer für seinen Russlandfeldzug einziehen ließ. Im Museum ausgestellte Steckbriefe von Deserteuren aus Werne und Umgebung zeugen von dieser Zwangsrekrutierung.
Nach der Niederlage in der Völkerschlacht bei Leipzig (Oktober 1813) zogen die Franzosen aus dem Großherzogtum ab. Als bereits zuvor preußischer Besitz fiel die Region schon Ende 1813 an Preußen zurück. Werne wurde 1815 der Provinz Westfalen zugeordnet.
Obwohl sich Freiherr vom Stein sehr dafür eingesetzt hatte, dass Werne 1816 zur Kreisstadt des neuen Kreises bestimmt wird, erhielt Lüdinghausen diesen Vorzug.
Im Jahr 1831 wurde die bisherige Bürgermeisterei in die Stadt und die Landgemeinde Werne geteilt. Am 1. November 1922 wurde die Landgemeinde wieder in die Stadt eingegliedert.
1836 bekam Werne eine Verwaltung nach der revidierten preußischen Städteordnung von 1831. 1843 wurde aus den Gemeinden Werne-Land, Stockum, Capelle und Herbern das neue Amt Werne gebildet. Herbern wurde jedoch 1844 ein selbständiges Amt.
Die öffentliche Sparkasse der Stadt Werne wurde 1857 gegründet.
Das St.-Christophorus-Hospital Werne wurde 1858 gestiftet.
In den Jahren 1873 und 1874 wurde bei Bohrungen nach Kohlefeldern eine Solequelle entdeckt. Das Thermalbad Werne wurde eröffnet. 1878 wurde die Anlage vergrößert und die Aktiengesellschaft „Thermalbad Werne“ gegründet. 1897 konnte die Stadt die Summe von 230.000 Mark zum Ankauf des Bades nicht aufbringen – deshalb erwarb der Georgs-Marien-Bergwerks- und Hüttenverein die Anlage.
Die Zeche Werne wurde 1899 abgeteuft. Dieses Ereignis stellte für die Stadt den späten Beginn der Industrialisierung dar.
Die evangelische Martin-Luther-Kirche in der Wichernstraße wurde 1904 eingeweiht.
Die Solequelle versiegte 1905 und wurde erst 1935 neu erschlossen.
Das neue Krankenhaus an der Burgstraße wurde 1911 feierlich eröffnet. Im gleichen Jahr wurde die Stadt an das Schienennetz der Kleinbahn Unna–Kamen–Werne angeschlossen. Dies geht vor allem auf den Bergbau zurück. 1906 entstanden erste konkrete Pläne zur Verwirklichung der Eisenbahnstrecke Dortmund – Münster (offiziell: Bahnstrecke Preußen–Münster, RB 50). Durch die Zeche hatte Werne gegenüber den anderen umliegenden Gemeinden triftige Gründe, um an diese Strecke angeschlossen zu werden. 1913 endlich begann man mit dem Bau dieser Eisenbahn – doch sollte es durch den Ausbruch des Ersten Weltkriegs und die anschließende Inflation weit mehr als ein Jahrzehnt dauern, bis die Eisenbahnstrecke von Dortmund über Preußen, Lünen, Werne nach Münster fertiggestellt worden war. Am 17. Oktober 1928 wurde der Bahnhof feierlich eröffnet. Ein Film über jenes für Werne so wichtige Ereignis befindet sich noch heute im Museumsbesitz. In diesem Film ist folgender kleiner Spruch, der damals auf dem Marktplatz vor dem Werner Rathaus aufgebaut war, zu lesen: „Von Hamburg – Münster über Werne nach Dortmund – Cöln – Frankfurt – Bern – Mailand – Rom in die große weite Welt!“
Im Ersten Weltkrieg sind 279 Werner Bürger gefallen.
Das Amt Werne wurde am 1. November 1922 aufgelöst. Die Landgemeinde Werne wurde mit der Stadt Werne vereinigt. Stockum wurde dem Amt Herbern, Capelle dem Amt Nordkirchen angegliedert. Werne hatte nunmehr 12.000 Einwohner.
Im Jahr 1926 wurde das Freibad eröffnet.
471 Werner Bürger sind während des Zweiten Weltkriegs gefallen oder in Kriegsgefangenschaft verstorben, 500 sind vermisst. Kurz vor Kriegsende wurde am 1. März 1945 Friedrich „Fritz“ Jockenhövel zum Bürgermeister ernannt. Beim Einrücken der Besatzungstruppen verließ er die Stadt. Werne konnte ohne Kampfhandlungen übergeben werden.

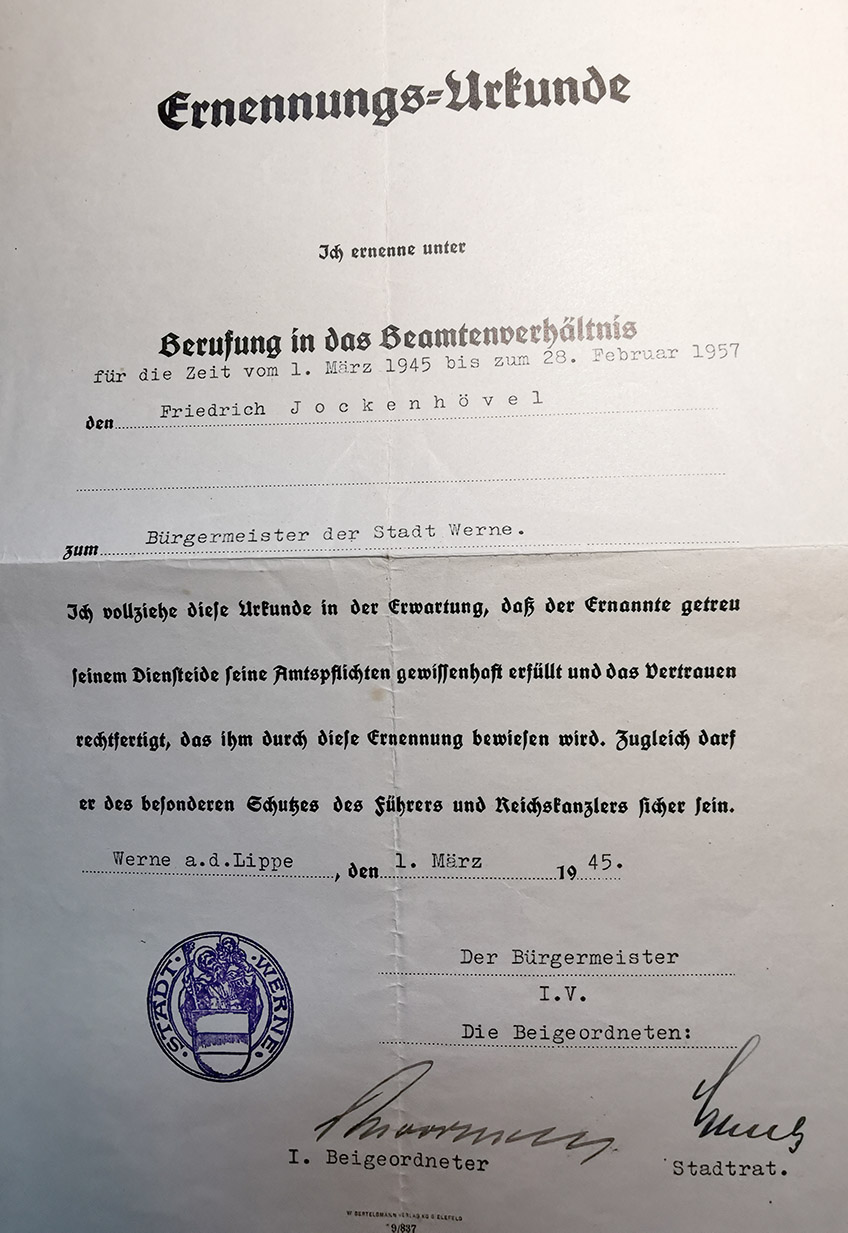
Am 1. März 1945 wurde Friedrich Jockenhövel zum Bürgermeister der Stadt Werne ernannt

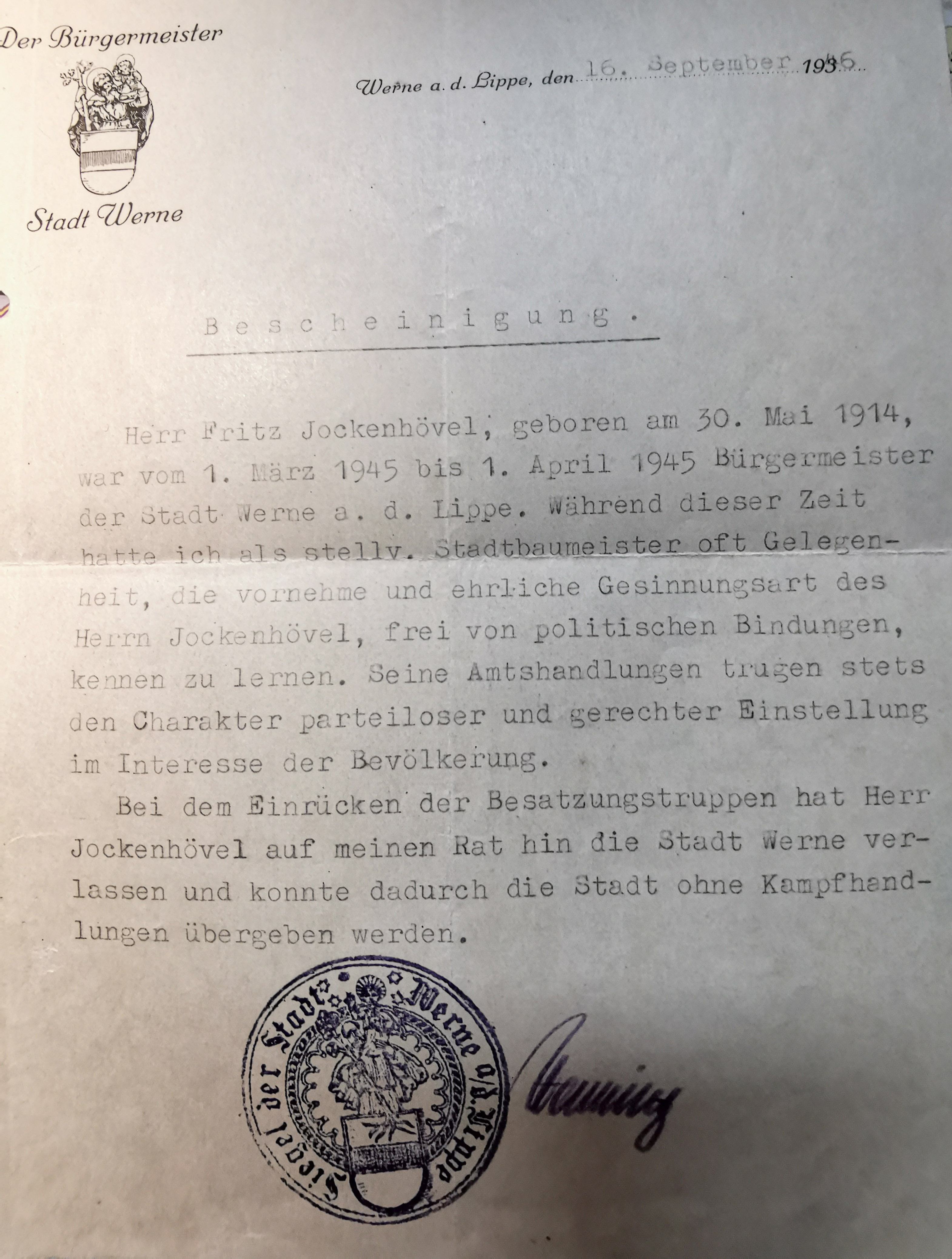
Die Stadt Werne konnte ohne Kampfhandlung den Besatzungstruppen übergeben werden

Fast 4.000 Heimatvertriebene und Flüchtlinge fanden in Werne eine neue Heimat. Im Jahr 1950 hatte Werne rund 18.000 Einwohner, im Jahr 1960 waren es 20.000.
1967 begann die umfassende Stadtkernsanierung, die mit der offiziellen Eröffnung der Fußgängerzone im Juni 1982 größtenteils abgeschlossen wurde.
Das neue Rathaus, das restaurierte alte Rathaus und das neue Feuerwehrhaus wurden in den Jahren 1973 und 1974 fertiggestellt und der Bürgerschaft übergeben. Das bis heute genutzte Krankenhausgebäude am Goetheweg wurde 1974 errichtet.
Am 1. Januar 1975 trat die kommunale Neugliederung in Kraft:
Der Kreis Lüdinghausen wurde aufgelöst.
Werne wurde dem Kreis Unna und dem Regierungsbezirk Arnsberg zugeordnet.
Die bislang eigenständige Gemeinde Stockum wurde nach Werne eingegliedert. Die Einwohnerzahl der Stadt erhöhte sich durch die rund 4.000 Stockumer Neubürger auf 25.500.
1975 wurde die Zeche Werne geschlossen, die vor Beginn der Kohlekrise rund 4.000 und zuletzt 2.000 Arbeitsplätze hatte.
Am 19. März 1976 gab die Stadt, einem Ratsbeschluss folgend, den Zusatz „a. d. Lippe“ auf und heißt seither wieder Werne, wie es seit dem Mittelalter Tradition war. 2006 fand eine Wiedereinführung des Zusatzes im Rat der Stadt keine Mehrheit. Jedoch soll der Zusatz „an der Lippe“ vor allem bei Aktivitäten der Tourismuswerbung und des Stadtmarketings genutzt werden.
1980/81 wurde das Karl-Pollender-Stadtmuseum mit Stadtarchiv eröffnet. Die Wiedereröffnung der Stadtbücherei im Alten Steinhaus Moormann erfolgte im Jahre 1983. Nach völliger Umgestaltung wurde das Natur-Solebad schließlich im Jahre 1988 neu eröffnet. 1991 wurde dann noch ein Gradierwerk in der Stadtparkanlage am Stadtsee errichtet. Das alte Solebad wurde Anfang 2015 geschlossen. Das alte Bad wurde abgerissen und durch einen Neubau ersetzt, der an Ostern 2019 eröffnet wurde.

## Demographie

### Einwohnerentwicklung
Im Jahre 1988 hatte Werne 29.500 Einwohner auf 7607 ha Fläche. Im Jahre 2000 waren es 32.100 Menschen. Während im Zeitraum 1980 bis 2012 die Einwohnerzahl im gesamten Ruhrgebiet – trotz der zwischenzeitlichen Zuwächse nach der Wiedervereinigung 1990 – um etwa zehn Prozent abnahm, stieg im gleichen Zeitraum die Einwohnerzahl Wernes antizyklisch um ca. 20 Prozent von rund 25.000 auf etwa 30.000 an. Jedoch ist ab 2000 auch in Werne ein leichter Rückgang der Einwohner zu verzeichnen.
Die folgende Tabelle zeigt die Einwohnerentwicklung Wernes bis zur kommunalen Neugliederung 1975 auf.
| Jahr | Werne Stadt | Werne Landgem. | Werne insgesamt |
| ---- | ----------- | -------------- | --------------- |
| 1818 | 01.627      | 1.305          | 02.932          |
| 1858 | 01.900      | 2.106          | 04.006          |
| 1871 | 02.048      | 2.116          | 04.164          |
| 1905 | 03.412      | 3.354          | 06.766          |
| 1922 | 05.376      | 7.070          | 12.416          |
| 1925 | 11.628      | –              | –               |
| 1950 | 17.783      | –              | –               |
| 1961 | 19.945      | –              | –               |
| 1970 | 20.931      | –              | –               |
| 1974 | 21.634      | –              | –               |
| 1987 | 28.056      | –              | –               |
| 2007 | 30.451      | –              | –               |
| 2010 | 29.901      | –              | –               |
| 2011 | 29.555      | –              | –               |
| 2012 | 29.578      | –              | –               |
| 2017 | 29.721      | –              | –               |
| 2018 | 29.662      | –              | –               |
| 2022 | 29.680      | –              | –               |
| 2024 | 30.202      | –              | –               |

Einwohnerentwicklung von Werne von 1818 bis 2018

Das IT.NRW prognostiziert die Einwohnerzahl für Werne im Jahr 2030 auf 24.781, was einem prozentualen Rückgang gegenüber 2015 um fast 20 Prozent ausmachen würde. Im Gegensatz dazu prognostiziert die Bertelsmann-Stiftung im Juli 2015 eine Einwohnerzahl von immer noch rund 27.500, mithin knapp 3.000 mehr als die IT.NRW-Prognose.
Die neueste Prognose von IT.NRW sagt einen Rückgang der Einwohnerzahl von 2021 bis 2050 um fast 10 Prozent voraus.

### Einwohnerstatistik
Die Einwohnerzahl der Stadt Werne (mit dem Ortsteil Stockum) stieg von 1974 bis 2003 um circa 23 % an. Im Jahre 2003 stellte der Ortsteil Stockum mit 4760 Einwohnern 14,6 % der Werner Bevölkerung.
Nach den statistischen Daten des Demographie-, des Integrations- sowie des Sozialberichts, welche von Wegweiser-Kommune veröffentlicht wurden, ergeben sich für Werne im Jahre 2022 folgende statistischen Werte:
- Bevölkerungsanteil der unter 18-Jährigen: 15,9 % (Stand: 2022)
- Bevölkerungsanteil der mindestens 65-Jährigen: 25,9 % (Stand: 2022)
- Ausländeranteil: 8,0 % (Stand: 2022)
- Arbeitslosenanteil (im Verhältnis zu den sozialversicherungspflichtig Beschäftigten): 6,9 % (Stand: 2022)

|  |  |

### Konfessionsstatistik
Der Anteil der katholischen Bevölkerung belief sich im Jahre 2003 auf 57,4 %, der Anteil der evangelischen Bevölkerung auf 25,0 %. 17,6 % waren konfessionslos oder gehörten einer anderen Glaubensrichtung an. Der Anteil der katholischen Bevölkerung belief sich im Jahre 2008 auf 55,4 %, der Anteil der evangelischen Bevölkerung auf 25,3 %. 19,3 % waren konfessionslos oder gehörten einer anderen Glaubensgemeinschaft an. Der Anteil der katholischen Bevölkerung belief sich im Jahre 2012 auf 53,9 %, der Anteil der evangelischen Bevölkerung auf 25,2 %. 20,9 % waren konfessionslos oder gehörten einer anderen Glaubensgemeinschaft an.

## Religionen

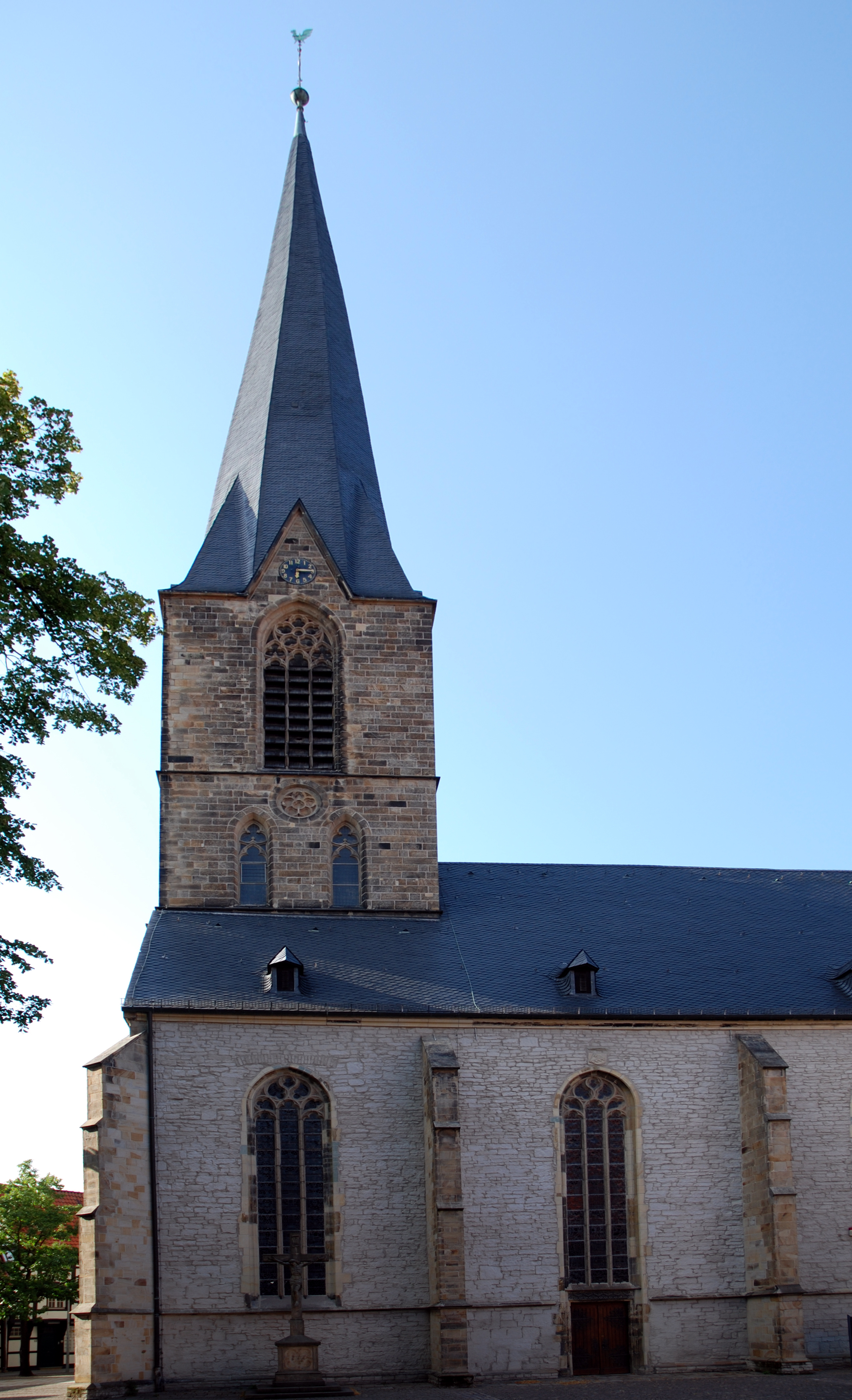
St.-Christophorus-Kirche

### Katholische Kirchengemeinde
Die katholische Kirchengemeinde St. Christophorus Werne entstand am 1. Dezember 2013 aus einer Fusion der katholischen Kirchengemeinde St. Christophorus (mit den Kirchen Maria Frieden und St. Christophorus) mit der katholischen Kirchengemeinde Seliger Nikolaus Groß (mit den Kirchen St. Johannes, St. Konrad und St. Sophia). Sie gehört zum Bistum Münster.
Mit der „großen“ Fusion erhielt die Werner Großgemeinde auch ein neues Logo. Es besteht aus zwei Komponenten: dem Schriftzug „Katholische Kirchengemeinde St. Christophorus Werne“ und dem runden, dreifarbigen Emblem. Die Farben Rot und Gelb sind die Farben von Stadt und Gemeinde, das Blau kommt von der Lippe dazu. Zu erkennen ist außerdem das „Christophorus-C“, das den linken Bildrand begrenzt. Form und Anordnung der gelben Farbfelder sind so gewählt, dass ein dreidimensionaler, kugelförmiger Effekt entsteht.
Die Katholische Kirchengemeinde vereint rund 15.100 Gläubige (Stand 2016). Im Juni 2006 gingen die Pfarreien St. Sophia, St. Konrad und St. Johannes in der neuen Gemeinde Seliger Nikolaus Groß auf, im Dezember 2007 schlossen sich Maria Frieden und St. Christophorus zusammen.

#### Kirchen
- St. Christophorus
- Maria Frieden
- St. Johannes
- St. Konrad
- St. Sophia
- Marienkapelle (Horst)

### Evangelische Kirchengemeinden
Die Evangelische Kirchengemeinde Werne umfasst das Gebiet der Stadt Werne und des Ortsteils Herbern der Gemeinde Ascheberg.
Sie gliedert sich in drei Gemeindebezirke:
- Martin-Luther-Kirche
- Dietrich-Bonhoeffer-Kirche
- Evangelisches Gemeindezentrum Stockum / Auferstehungskirche Herbern

### Freikirche
Auf dem Grundstück Waldstraße 42a hat die Christliche Gemeinde Werne ihr Gemeindezentrum.

### Judentum
Am 2. September 1554 zog die erste jüdische Familie in die Stadt. Seither haben bis zum Holocaust ständig Juden in den Werner Stadtgrenzen gelebt. Ende des 18. Jahrhunderts gehörte Werne zu den Städten im Oberstift Münster, die die meisten Juden im Schutze ihrer Mauern beherbergten. Ein eigener Friedhof jenseits der Stadtmauer am Schüttenwall gehörte, wie es in den Werner Ratsprotokollen vermerkt ist, schon vor 1698 der jüdischen Gemeinde. Nach der bürgerlichen Gleichstellung in Preußen 1812, wozu Werne nach Auflösung des Oberstifts Münster gehörte, wurde von den sieben jüdischen Familien (5 % der Einwohnerschaft) auch eine Synagoge und einige Jahrzehnte später eine jüdische Schule eingerichtet. Als die Nationalsozialisten 1933 an die Macht kamen, lebten noch 40 jüdische Einwohner in Werne, die immer mehr unter den zunehmenden Repressalien zu leiden hatten. Die Novemberpogrome 1938 zerstörten auch in Werne, wie überall in Deutschland, die letzte Hoffnung jüdischer Familien, doch noch in ihrer Heimat Deutschland bleiben zu können. Drei jüdische Familien flüchteten daraufhin aus dem Deutschen Reich, die übrigen wurden 1943 in den Konzentrationslagern ermordet. Eine einzige Überlebende kam 1945 nach Werne zurück und suchte vergebens ihren kleinen Sohn, der im Osten in einem Vernichtungslager ermordet worden war. Einer der durch Emigration überlebenden Werner Bürger schrieb Jahrzehnte später: „Vergeben haben wir diesen Mördern, die nicht wussten, was sie taten, aber vergessen kann man so was nie!“ (Heinrich Salomon)

### Islamische Moscheegemeinde
An der Brevingstraße 50 befindet sich eine Moscheegemeinde, die dem Verband der Islamischen Kulturzentren (VIKZ) angehört. Dort finden regelmäßig religiöse Vorträge und Koranunterricht für Kinder und Jugendliche statt. Zu Freitagsgebeten oder religiösen Festtagen versammeln sich gläubige Muslime in der Moschee, jährlich findet ein Kulturfest statt.
Der Verein hat mehr als 100 Mitglieder.

## Politik und Gesellschaft

### Rat der Stadt
Die Stadt Werne war auf kommunaler Ebene bis zu den Kommunalwahlen 2004 eine traditionell stark christdemokratisch geprägte Gemeinde. Aufgrund interner Streitigkeiten zwischen dem Bürgermeister Meinhard Wichmann (CDU) und Teilen der CDU-Ratsfraktion, gefolgt von Querelen bei der Aufstellung eines neuen Bürgermeisterkandidaten, musste die CDU bei der Kommunalwahl 2004 deutliche Stimmenverluste hinnehmen. Hiervon konnte insbesondere die FDP profitieren, die in Werne seit 1975 nie mehr als 3,7 % erzielt hatte. Bei der Bundestagswahl 2005 war die SPD mit 41,2 % der Zweitstimmen um 3,6 Prozentpunkte stärker als die CDU.
Zusammensetzung des Stadtrats nach den Kommunalwahlen am 30. August 2009, am 25. Mai 2014 und 13. September 2020:
|      | CDU      | SPD      | FDP     | GRÜNE   | UWW     | Die Linke | Gesamt |
| ---- | -------- | -------- | ------- | ------- | ------- | --------- | ------ |
| 2009 | 15 Sitze | 11 Sitze | 9 Sitze | 6 Sitze | 4 Sitze |           | 45     |
| 2014 | 16 Sitze | 11 Sitze | 3 Sitze | 5 Sitze | 2 Sitze | 1 Sitz*   | 38     |
| 2020 | 17 Sitze | 10 Sitze | 4 Sitze | 9 Sitze | 2 Sitze | 2 Sitze   | 44     |

* ohne Fraktionsstatus

### Ergebnisse der Kommunalwahlen 2020 in Werne
Das Ergebnis der Kommunalwahl 2020:
| Partei                    | Stimmen | % (2020) | % (2014) | +/−    |
| ------------------------- | ------- | -------- | -------- | ------ |
| CDU                       | 5.219   | 38,5 %   | 40,9 %   | −2,4 % |
| SPD                       | 3.100   | 22,9 %   | 29,3 %   | −6,4 % |
| Bündnis 90/Die Grünen     | 2.777   | 20,5 %   | 12,8 %   | +7,7 % |
| FDP                       | 1.131   | 08,3 %   | 07,1 %   | +1,2 % |
| UWW                       | 0.751   | 0.5,5 %  | 06,2 %   | −0,7 % |
| Die LINKE                 | 0.582   | 04,3 %   | 03,7 %   | +0,6 % |
| Gültige Stimmen           | 13.5600 |          |          |        |
| Ungültige Stimmen         | 0.217   |          |          |        |
| Stimmen Insgesamt         | 13.7770 |          |          |        |
| Wahlberechtigte Insgesamt | 25.1080 | 54,9 %   | 51,6 %   | +3,3 % |

Daraus ergibt sich folgende Sitzverteilung:
- Linke: 2
- SPD: 10
- Grüne: 9
- CDU: 17
- FDP: 4
- UMW: 2

### Ergebnisse der Kommunalwahlen ab 1975
In der Liste werden nur Parteien und Wählergemeinschaften aufgeführt, die mindestens 1,95 Prozent der Stimmen bei der jeweiligen Wahl erhalten haben.
| Jahr | CDU    | SPD    | Grüne1 | FDP    | UWW   | Linke |
| ---- | ------ | ------ | ------ | ------ | ----- | ----- |
| 1975 | 59,4 % | 36,1 % |        | 03,7 % |       |       |
| 1979 | 57,1 % | 39,3 % |        | 03,7 % |       |       |
| 1984 | 52,9 % | 35,7 % | 09,2 % | 02,2 % |       |       |
| 1989 | 49,8 % | 37,5 % | 09,3 % | 03,4 % |       |       |
| 1994 | 52,9 % | 35,4 % | 11,7 % |        |       |       |
| 1999 | 59,9 % | 25,8 % | 06,5 % |        | 6,6 % |       |
| 2004 | 39,0 % | 28,7 % | 08,8 % | 14,5 % | 8,9 % |       |
| 2009 | 35,3 % | 24,8 % | 12,4 % | 19,7 % | 7,8 % |       |
| 2014 | 40,9 % | 29,3 % | 12,8 % | 07,1 % | 6,2 % | 3,7 % |
| 2020 | 38,5 % | 22,9 % | 20,5 % | 08,3 % | 5,5 % | 4,3 % |

1 Grüne: 1984 und 1989: Grüne, ab 1994: B’90/Grüne

### Bürgermeisterwahlen
Zu den Kommunalwahlen 2004 trat der 1999 mit 69,9 % gewählte Bürgermeister Meinhard Wichmann (CDU) nicht zur Wiederwahl an. Erstmals nach Kriegsende wurde daraufhin mit Rainer Tappe ein SPD-Politiker zum Bürgermeister der Stadt gewählt. 2009, 2014 und 2020 konnte dann der Einzelbewerber Lothar Christ jeweils im ersten Wahlgang die Wahl für sich entscheiden.
| Kandidat                  | 1. Wahlgang | 2. Wahlgang |
| ------------------------- | ----------- | ----------- |
| Rainer Tappe, SPD         | 31,7 %      | 54,1 %      |
| Franz Budnik, CDU         | 42,7 %      | 45,9 %      |
| Christoph Dammermann, FDP | 16,4 %      | –           |
| Benedikt Striepens, Grüne | 09,1 %      | –           |
| Wahlbeteiligung           | 56,6 %      | 46,5 %      |

| Kandidat                  | 2009   | 2014   | 2020   |
| ------------------------- | ------ | ------ | ------ |
| Lothar Christ             | 66,7 % | 73,1 % | 56,3 % |
| Benedikt Striepens, Grüne | 33,3 % | 28,9 % | 16,9 % |
| Dominik Bulinski, CDU     | –      | –      | 26,7 % |
| Wahlbeteiligung           | 54,6 % | 51,6 % | 54,9 % |

| Partei                    | Kandidat                  | Stimmen | % (2020) |
| ------------------------- | ------------------------- | ------- | -------- |
|                           | Christ, Lothar            | 7.657   | 56,3 %   |
| CDU                       | Bulinski, Dominik         | 3.632   | 26,7 %   |
| Bündnis 90/Die Grünen     | Striepens, Benedikt       | 2.301   | 16,9 %   |
| Gültige Stimmen           | Gültige Stimmen           | 13.5900 |          |
| Ungültige Stimmen         | Ungültige Stimmen         | 0.192   |          |
| Stimmen Insgesamt         | Stimmen Insgesamt         | 13.7820 |          |
| Wahlberechtigte Insgesamt | Wahlberechtigte Insgesamt | 25.1080 | 54,9 %   |

### Bürgermeister seit 1945
- 1945 (1.–31. März): Friedrich (Fritz) Jockenhövel
- 1945 (1.–16. April): Carl Brauckhoff, parteilos (oft falsch als Karl Brauckhoff)
- 1945–1958: Theodor Wenning, CDU
- 1958–1984: Franzjosef Grube, CDU
- 1984–1997: Wilhelm Lülf, CDU
- 1997–2004: Meinhard Wichmann, CDU
- 2004–2009: Rainer Tappe, SPD
- 2009–heute: Lothar Christ, parteilos

### Wappen, Flagge und Banner
| Wappen der Stadt Werne, Kreis Unna | Blasonierung: „In Gold (Gelb) ein roter Balken; oberhalb des Schildes befindet sich als Schildhalter der im Kniebild dargestellte nimbierte hl. Christophorus der in der rechten Hand einen jungen Eichenstamm hält und auf der linken Schulter den mit einem übergroßen Kreuzesnimbus versehenen Jesusknaben trägt, dieser hat die rechte Hand segnend erhoben und hält in der linken eine von einem Kreis überhöhte Kugel; beide Figuren sind nicht farbig ausgeführt.“ |
| Wappen der Stadt Werne, Kreis Unna | Wappenbegründung: Am 9. Oktober 1924 wurde das von Otto Hupp entworfene Wappen durch Magistratsbeschluss der Stadt angenommen. Das Wappen ist abgeleitet von einem Siegel aus dem 15. Jahrhundert. Der Balkenschild stellt eine Anleihe aus dem Wappen der früheren Landesherren, der Fürstbischöfe von Münster dar. Der hl. Christophorus ist Schutzpatron der örtlichen Pfarrkirche. Der Wappenschild wurde auch von den Grafen von Cappenberg als Grafen des Dreingaus bis 1122 verwendet. Nachdem die Besitzungen der Cappenberger Grafen an den Bischof von Münster gegangen waren, kann das Wappen ab circa 1300 als fürstbischöfliches Wappen des Stifts Münster nachgewiesen werden. Zeitweilig zierte das Wappen auch das Stadtsiegel von Münster. |

„Die Hissflagge ist im Verhältnis 8:7:8 Gelb-Rot-Gelb geteilt mit dem Stadtwappen in der Mitte. Das Banner ist im Verhältnis 8:7:8 Gelb-Rot-Gelb gespalten mit dem Stadtwappen im oberen Drittel.“ Diese einfache Fassung entstammt der Hauptsatzung: „Die Flagge der Stadt Werne zeigt die Farben Gold und Rot.“ Daneben werden auch ein Banner und eine Flagge ohne Wappen geführt.

Wappen ohne Schildhalter
Hissflagge mit Wappen
Hissflagge ohne Wappen
Banner mit Wappen
Banner ohne Wappen

Ähnliche Wappen, die auch auf die geschichtliche Verbindung mit dem Bistum Münster zurückgehen, finden sich z. B. bei den Kreisen Borken und Steinfurt sowie den Städten Meppen, Olfen und Rheine. Das gold-rot-goldene Motiv ist ebenfalls Bestandteil des bischöflichen Wappens von Felix Genn, dem derzeitigen Bischof von Münster.

### Städtepartnerschaften
- Bailleul, Frankreich, seit 1967
- Lytham St. Annes, Vereinigtes Königreich, seit 1984
- Kyritz, Deutschland, seit 1990
- Wałcz, Polen, seit 1992
- Poggibonsi, Italien, seit 2000

Die Städte Bailleul, Kyritz, Wałcz und Werne haben alle untereinander mit den jeweils anderen Partnerschaften abgeschlossen.

### Andere Partnerschaften
- Werne war seit 1976 Patenstadt für das Schnellboot 77 „Dachs“, bis dieses 2012 außer Dienst gestellt wurde.

## Bildung und Kultur

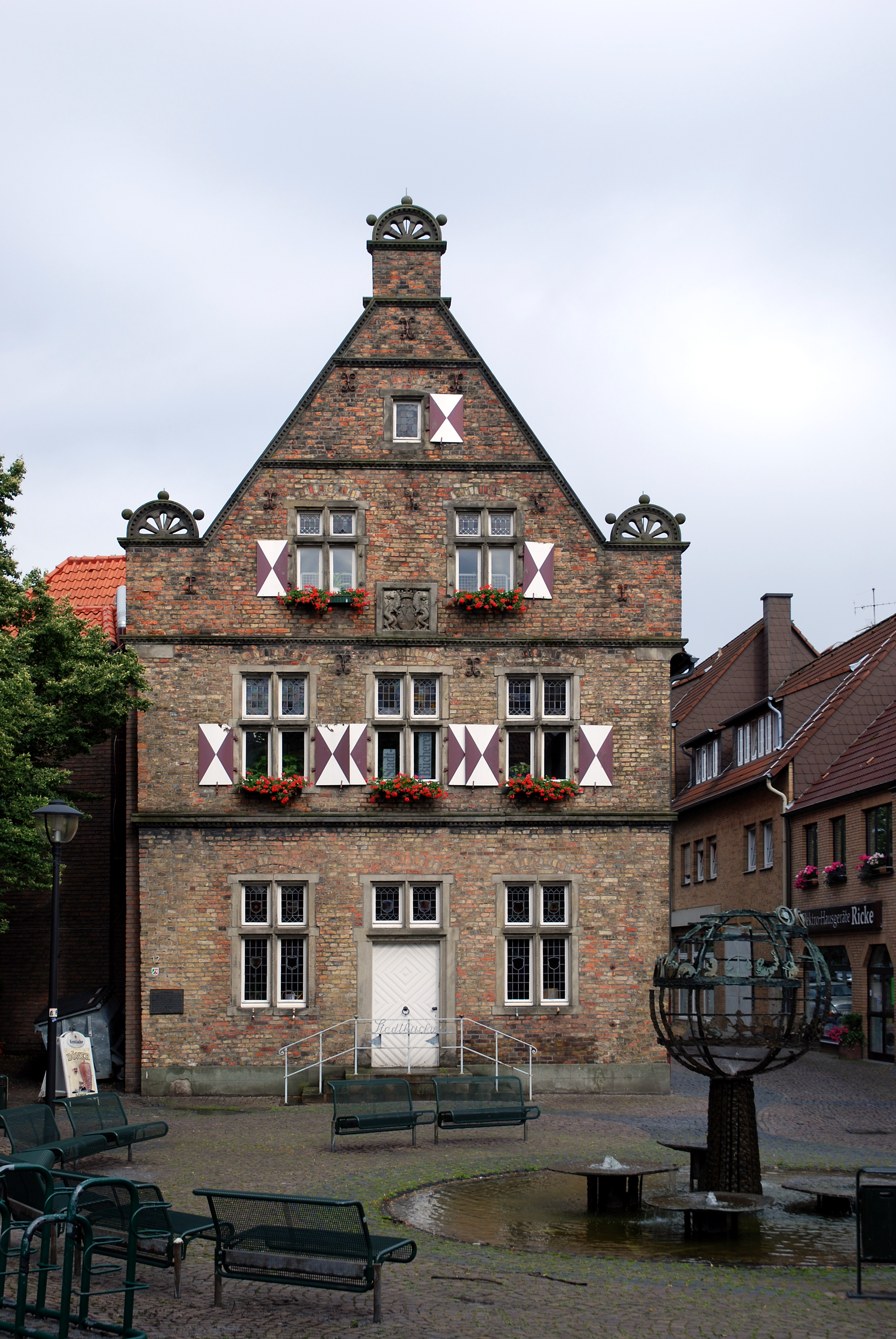
Steinhaus, heute Stadtbücherei

### Schulen und Bildungseinrichtungen
- Gymnasium St. Christophorus (staatlich anerkannte Ersatz-/ Privatschule des Bistums Münster)
- Anne-Frank-Gymnasium, städtisches Gymnasium
- Freiherr-vom-Stein-Berufskolleg
- Marga-Spiegel-Sekundarschule, Sekundarschule, benannt nach der Holocaust-Überlebenden Marga Spiegel
- Kardinal-von-Galen-Schule, katholische Grundschule
- Uhlandschule, katholische Grundschule (Offene Ganztagsschule)
- Wiehagenschule, katholische Grundschule (Offene Ganztagsschule)
- Familienbildungsstätte Werne
- Volkshochschule Werne
- Stadtbücherei Werne

### Bühnen
- Freilichtbühne Werne
- Kolpinghaus Werne

### Museen
- Karl-Pollender-Stadtmuseum

Siehe auch: Liste der Museen im Kreis Unna

### Kunst im öffentlichen Raum
Siehe: Liste von Kunstwerken im öffentlichen Raum in Werne

### Sport
Der mit Abstand größte Sportverein Wernes ist der TV Werne von 1903 e. V. der seinen über 3000 Mitgliedern mehreren Abteilungen die Möglichkeit bietet, Breiten- und Leistungssport der Disziplinen Badminton, Basketball, Handball, Hockey, Judo, Leichtathletik, Taekwondo, Tauchen, Turnen, Volleyball und Wassersport. In der Saison 2010/2011 zählten die Volleyball-Damen (2. Bundesliga) und die Basketball-Herren (Oberliga) zu den am höchstklassig vertretenen Mannschaften.
Der SV Stockum 47/63 e. V. ist 1993 aus zwei ortsansässigen Vereinen hervorgegangen und bietet die Möglichkeit, sich in Breitensport, Fußball, Tischtennis, Korfball, Kanu, Bogensport und Skifahren zu betätigen.
Der Werner Sport Club 2000 e. V. wurde 1999 durch eine Verschmelzung der Vereine Sportfreunde 67 Werne und SSV Werne gegründet. Den über 1700 Mitgliedern stehen die Sportangebote Fußball, Freizeit- und Breitensport, Tischtennis und Volleyball zur Verfügung.
Der Eintracht Werne 27/62 e. V. ist 2007 aus einer Fusion der Vereine VfL 1927 Werne e. V. und BSG Rother hervorgegangen. Den Mitgliedern werden Fußball und Karate angeboten.
Der Tanzsportclub Werne e. V. bietet seit über 30 Jahren Tanzen in vielen Formen an. Neben einer großen Kinderabteilung, in der Kinder ab drei Jahren spielerisch an tänzerische Bewegungen herangeführt werden, gibt es viele Jugendliche, die im HipHop-Bereich aktiv sind. Im Erwachsenenbereich bietet der Verein Gesellschaftstanz und Square Dance an. Eine Zumba-Gruppe rundet das Angebot ab.

### Tourismus und Sehenswürdigkeiten

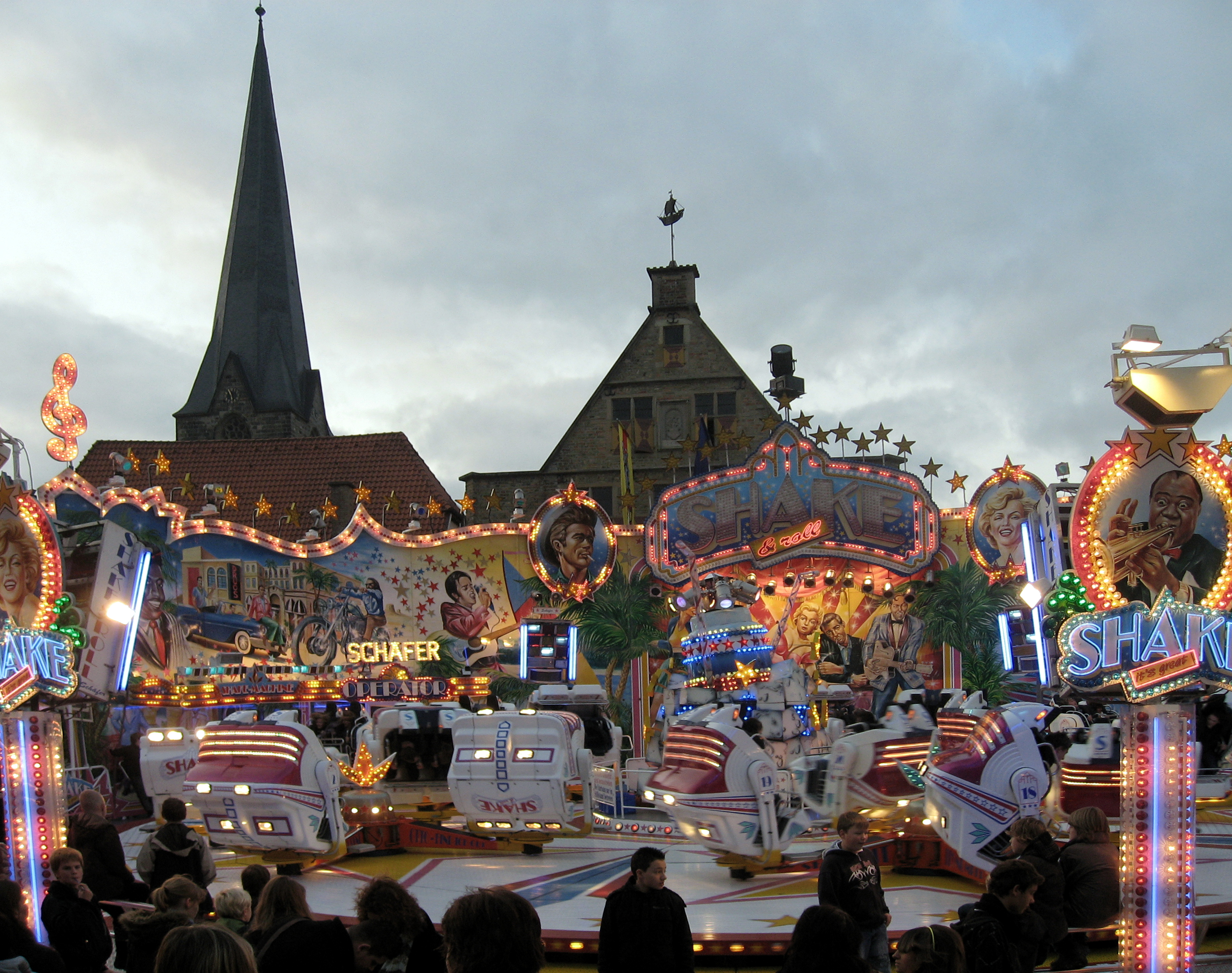
Volksfest Sim-Jü 2008

siehe auch: Liste der Baudenkmäler in Werne
Neben der Altstadt von Werne mit ihrem historischen Stadtkern, dem alten Rathaus und den mittelalterlichen Fachwerkhäusern ist besonders das überregional bekannte Solebad sowie das benachbarte Gradierwerk über das ganze Jahr Anziehungspunkt für auswärtige Besucher. Ebenfalls können das Kapuziner-Kloster, die Pfarrkirche St. Christophorus sowie das sogenannte Steinhaus (heute Stadtbücherei) zu den besonders sehenswerten Gebäuden der Stadt gezählt werden.
Im Stile des Bauhauses wurde 1929 von den Architekten Theo Wenning und Otto Wehmeyer das Wohn- und Geschäftshaus Steinstr. 14 errichtet (Denkmal Nr. 82).
Im Gedenken an den Zweiten Weltkrieg gibt es in Werne einen Friedhof zur Erinnerung an russische Kriegsteilnehmer und Zwangsarbeiter.
Das Volksfest Sim-Jü lockt einmal im Jahr mehrere hunderttausend Menschen in die Stadt. Für die umliegenden Gemeinden ist ebenfalls der Werner Karnevalsumzug am Rosenmontag sowie der jeweils am zweiten Samstag im September stattfindende große Flohmarkt alljährlich eine Attraktion. Das Honky-Tonk-Festival fand jährlich von 2006 bis 2015 statt, wurde jedoch aus wirtschaftlichen Gründen eingestellt.
Radtouristen erreichen Werne über die Römerroute, die von Xanten entlang der Lippe bis zum Hermannsdenkmal bei Detmold führt. Seit 2006 ist Werne Übernachtungsstation des westfälischen Jakobswegs, der der historischen Pilgerroute von Osnabrück bis nach Wuppertal folgt.
Das Karl-Pollender-Stadtmuseum und die Freilichtbühne Werne runden das touristische Angebot Wernes ab.

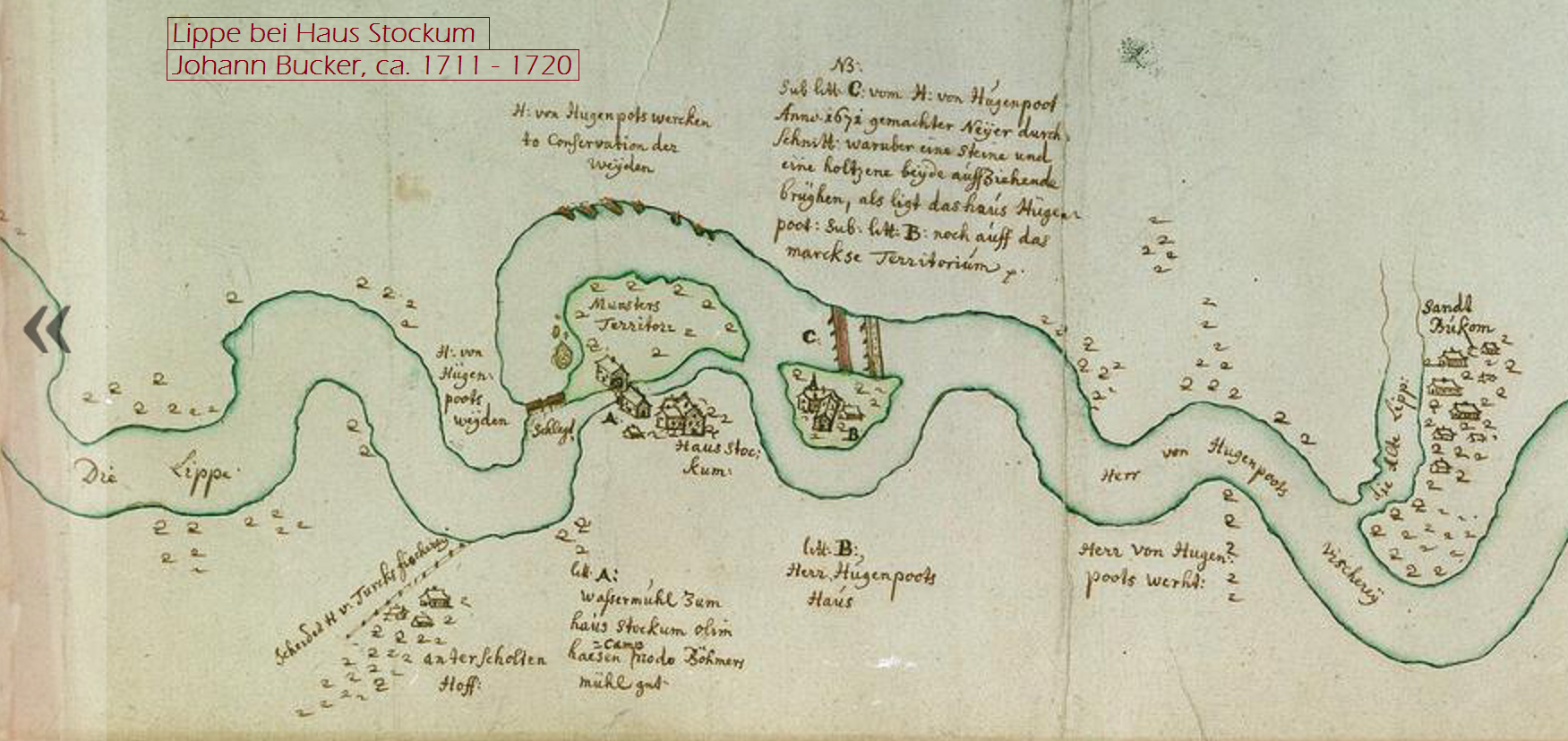
Karte von Johann Bucker, um 1710 – die Lippe im Bereich der festen Häuser Stockum und Hugenpoth bei Werne / Staatsarchiv Münster

Kaum erhalten sind die beiden Burgen von Stockum, Burg Stockum und Burg Hugenpoth. Aus den Jahren um 1710 gibt es eine Flussuferzeichnung des Kartografen Johann Bucker, in welcher die Bereiche an der Lippe um die beiden Burgen dargestellt werden.

## Wirtschaft und Infrastruktur

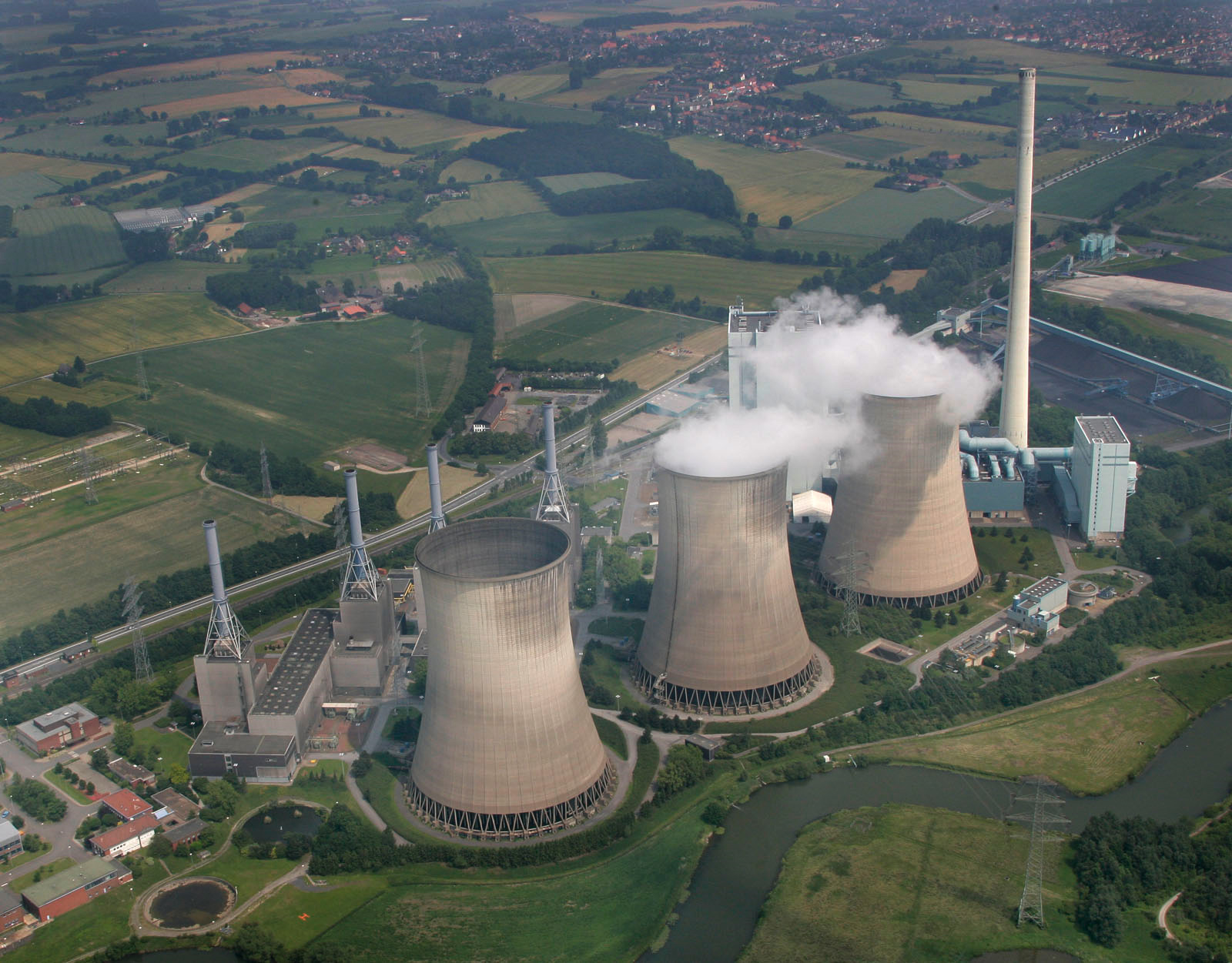
Luftbild des Gersteinwerks

### Verkehr

#### Straßen
Werne ist mit den beiden Autobahnanschlüssen 80 (Hamm-Bockum/Werne), in deren Nähe der Autohof Werne liegt, und 81 (Hamm/Bergkamen in Hamm-Sandbochum) der BAB 1 (Puttgarden – Saarbrücken) an das deutsche Autobahnnetz angebunden. Neben der Nord-Süd-Verbindung über die BAB 1 ermöglicht die Nähe zum Kamener Kreuz ebenfalls eine schnelle Ost-West-Verbindung über die BAB 2 (Oberhausen – Berlin).
Durch Werne führen die folgenden Bundes- (B) und Landesstraßen (L):
- Die B 54 beginnt an der niederländischen Grenze bei Gronau und verläuft über Münster und den Ascheberger Ortsteil Herbern nach Werne und dann weiter über Lünen, Dortmund und Siegen nach Wiesbaden.
- Die B 233 beginnt in Werne und führt in südliche Richtung über Bergkamen, Kamen und Unna nach Iserlohn.
- Die L 507 beginnt in Selm-Beifang an der B 236 und führt über Werne bis in den Hammer Norden. Sie endet dort an der B 63.
- Die L 518 beginnt in der Werner Bauerschaft Holthausen und führt über das Dorf Horst nach Hamm-Bockum-Hövel. Später soll sie von Holthausen aus nach Südwesten weitergebaut werden und an der B 54 enden. Momentan sind bereits zwei Teilstücke der geplanten Umgehungsstraße (L 518n) fertiggestellt. Am 23. September 2011 erfolgte der symbolische erste Spatenstich für den Lückenschluss. Damit soll der Stadtkern von Werne vom Durchgangsverkehr entlastet werden. Die Umgehung wurde am 16. Januar 2013 dem Verkehr übergeben.[34]
- Die L 810 beginnt in der Lüdinghausener Bauerschaft Ermen an der L 835. Sie führt über Nord- und Südkirchen nur für wenige hundert Meter über das Werner Stadtgebiet, um über Cappenberg schließlich in Lünen-Nord an der B 236 zu enden.
- Die L 844 beginnt in Nottuln an der A 43. Über Ascheberg und dessen Ortsteil Herbern führt die Straße zur Werner Bauerschaft Horst. Auch ein kurzes Verbindungsstück im Hammer Ortsteil Bockum-Hövel von der L 518 zur L 507 firmiert als L 844.

#### Fahrrad
Werne ist an die Radwanderwege Römer-Lippe-Route (verläuft von Xanten bis Detmold), Landesgartenschau-Route (verläuft u. a. über Hamm und Paderborn und verbindet zahlreiche Parkanlagen) und Radroute Historische Stadtkerne (verläuft u. a. über Warendorf und Tecklenburg) angeschlossen.

#### Bahn
Der Bahnhof Werne an der Lippe liegt an der Bahnstrecke Lünen Preußen–Münster. Hier verkehrt die Linie RB 50 (Der Lüner), die Münster und Dortmund miteinander verbindet. Die Fahrt nach Dortmund dauert 22 Minuten. Die Fahrt nach Münster dauert 31 Minuten.
| Linie | Verlauf | Takt   |
| ----- | --- | ------ |
| RB 50 | Der Lüner: Dortmund Hbf – Dortmund-Kirchderne – Dortmund-Derne – Lünen-Preußen – Lünen Hbf – Werne a.d. Lippe – Capelle (Westf) – Ascheberg (Westf) – Davensberg – Münster-Amelsbüren – Münster (Westf) Hbf Stand: Fahrplanwechsel Dezember 2023 | 60 min |

Bis 1985 gab es den Haltepunkt Werne Ost der Werne–Bockum-Höveler Eisenbahn. Er lag in der Nähe der Zeche Werne 1/2. Dort verkehrte ein Güterzug mit Personenbeförderung regelmäßig nach Bockum-Hövel mit dem einzigen Unterwegshalt in Stockum. Die Schienen zwischen Werne und Stockum wurden weitgehend demontiert – es existieren nur noch Gleise zum Gersteinwerk und dem dazugehörigen Umspannwerk –, die Trasse wurde zu einem Radweg umgebaut. Pläne für eine regionale S-Bahn, welche unter anderem diese Verbindung nutzen soll, liegen im Masterplan Verkehr der Stadt Hamm vor, dort eingestuft als Teil vom ÖPNV-Bedarfsplan NRW für die Zeit nach 2015. Ein Großteil dieser alten Trassen werden aber zurzeit als Fahrradwege genutzt.

#### Bus- / Luft- / Wasserverkehr
Die Anbindung an die umliegenden Städte und Gemeinden ist durch die verschiedenen Schnellbus- (S 10 nach Hamm und Lünen und S 80 über Bergkamen und Kamen nach Unna) und Regionalbuslinien gegeben. Verknüpfungspunkt der Busverbindungen ist der 2004 neu erbaute Busbahnhof. Dort treffen sich die meisten der Werne kreuzenden Linien.
Über den circa 20 km entfernten Flughafen Dortmund sowie den circa 60 km entfernten Flughafen Münster/Osnabrück bei Greven können auch weiter entfernte Ziele erreicht werden.
Zu Wasser ist die Stadt Werne nur indirekt über den Datteln-Hamm-Kanal zu erreichen. Im Hammer Stadtteil Sandbochum (südlich von Stockum) wurde in den 1990er Jahren ein Hafenbecken in den Kanal gebaut. Über diesen Weg gelangen Güter zum Gersteinwerk in Stockum. Die Lippe ist nicht schiffbar.

### Bedeutende Unternehmen
Der größte Arbeitgeber der Stadt ist das 2010 eingeweihte Amazon-Logistikzentrum. In der Hochsaison vor Weihnachten arbeiten bis zu 4000 Menschen hier.
- PTR Messtechnik GmbH & Co. KG
- AB Elektronik GmbH
- Böcker Maschinenwerke GmbH

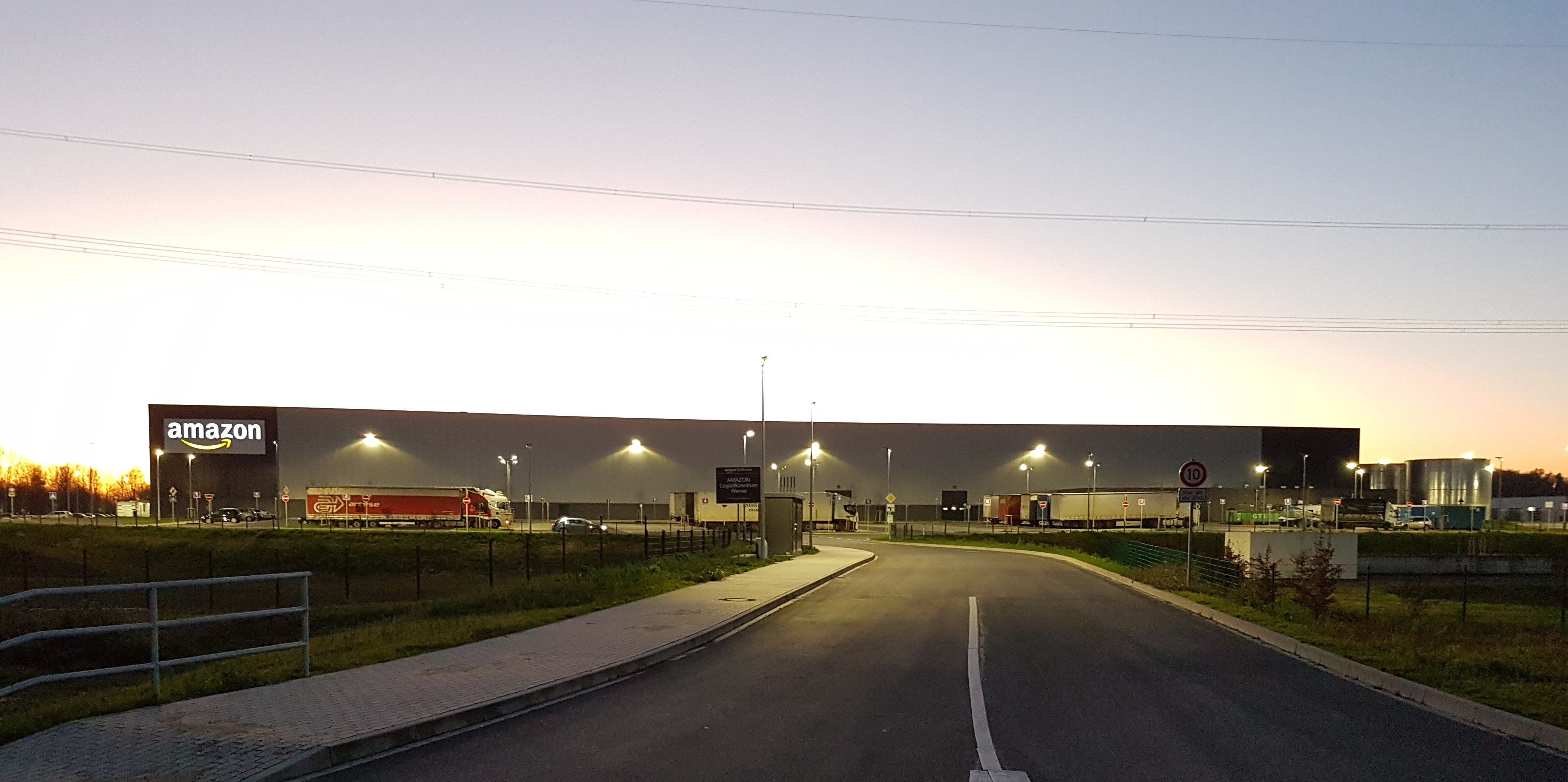
Amazon-Logistikzentrum

- Hörmann KG Werne – Tore, Türen, Zargen, Antriebe
- RWE Power AG, Kraftwerk Gersteinwerk
- Klingele GmbH & Co. KG Papierwerk – Wellpappenwerk Werne
- Amazon Logistikzentrum
- L. Stroetmann Großverbraucher GmbH & Co. KG
- Sparkasse an der Lippe, Zweckverbandssparkasse der Städte Lünen, Selm und Werne mit Sitz in Lünen
- Open Grid Europe – Gasverdichterstation
- RCS GmbH – Entsorgungsfachbetrieb – Firmensitz
- Uniferm – Backhefe und andere Backzutaten[4]
- In Werne waren auch die chemisch-pharmazeutischen Fabriken HEFA GmbH und Frenon-Arzneimittel GmbH[38] ansässig.

### Gesundheitseinrichtungen

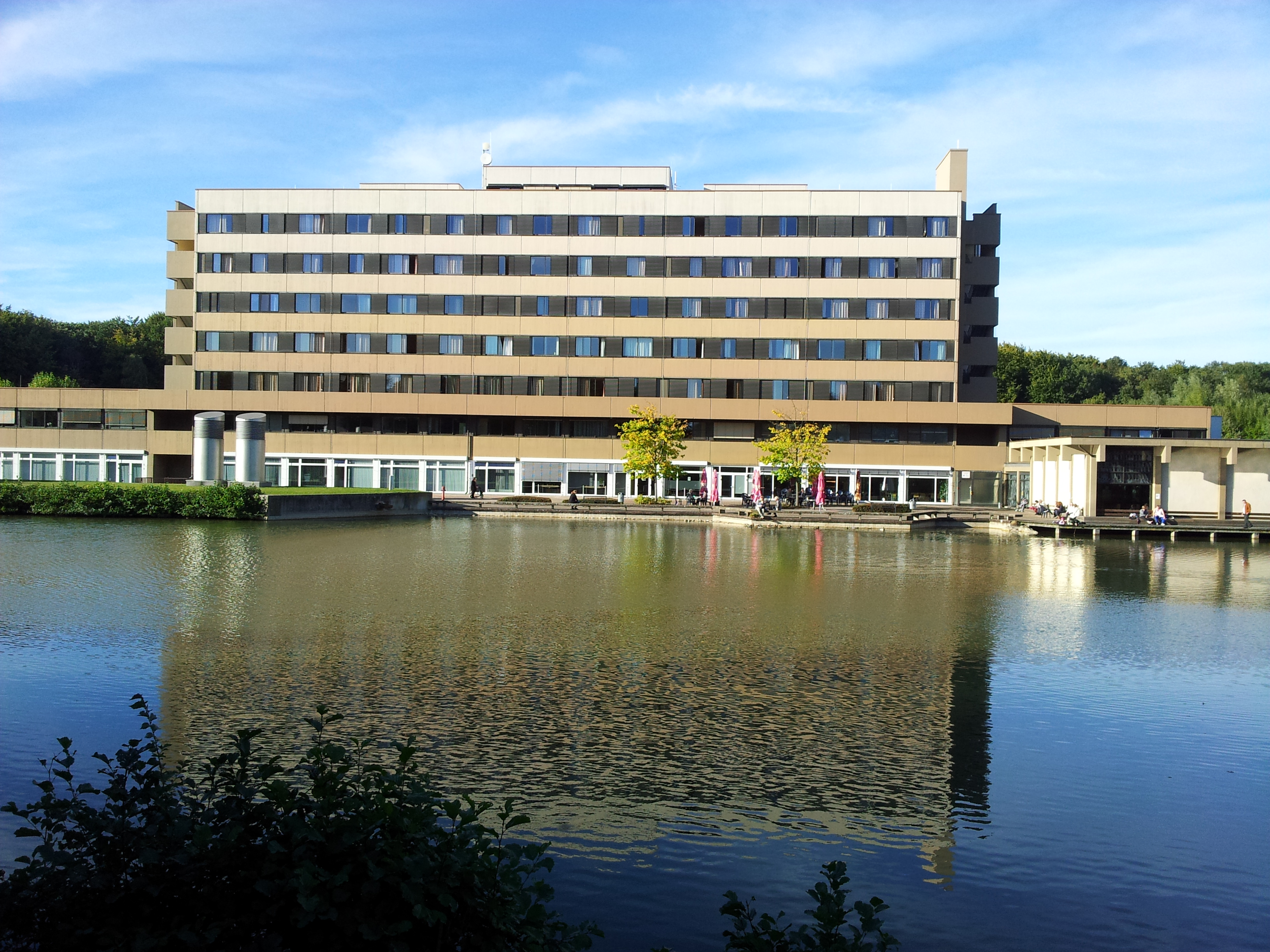
Krankenhaus Werne mit See aus südlicher Sicht

- St. Christophorus-Krankenhaus Werne: (Anästhesie, Allgemeinchirurgie, Orthopäde und Unfallchirurgie, Innere Medizin, Endoprothetikzentrum der Maximalversorgung)
- Geburtshaus Werne

## Persönlichkeiten
Zu bekannten gebürtigen und mit der Stadt Werne verbundene Persönlichkeiten gehören Personen aus Religion, wie beispielsweise Tobias Breer, römisch-katholischer Geistlicher, Personen der Wirtschaft, aus Kunst und Kultur, wie Dietrich Schwanitz, Literaturprofessor und Autor, sowie Personen aus Militär, Sport, wie Lars Müller, Wissenschaft und Politik. Eine vollständige Liste, inklusive Bürgermeister und Ehrenbürger, findet sich im Hauptartikel.

### Neuere Werke
- Karl Everz, Heidelore Fertig-Möller: Damals in Werne an der Lippe. Ed. Werina Beckmann. Leipziger Verlags-Gesellschaft, Leipzig 2005, ISBN 3-910143-96-2.
- Fred Kaspar: Bürgerhaus, halbes Haus und Behausung. Kleinstädtisches Bauen und Wohnen im territorialen Grenzraum. Das Beispiel Werne an der Lippe. In: Günter Wiegelmann, Fred Kaspar (Hrsg.): Beiträge zum städtischen Bauen und Wohnen in Nordwestdeutschland (= Beiträge zur Volkskultur in Nordwestdeutschland). Heft 58. Coppenrath, Münster 1988, ISBN 3-88547-307-0, S. 183–231.
- Fred Kaspar, Ulrich Reinke: Werne (= Westfälische Kunststätten. Heft 53). Westfälischer Heimatbund, 1989, ISSN 0930-3952.
- Franz-Josef Schulte-Althoff: Die Stadt Werne in der Zeit der Weimarer Republik (1919–1933). Hrsg.: Heimatverein Werne e. V. Heimatverein Werne, Werne 1989.
- Rainer Schulz: Werne – gestern und heute. Stadtsparkasse Werne, Werne 1984.
- Rainer Schulz: 625 Jahre Simon-Juda-Markt Werne. Sim-Jü-Verlag Schulz, Werne 1987, ISBN 3-9801437-0-8.
- Peter Voß: Werner Lesebuch. Gesammelte Geschichte(n) über die Stadt Werne und das südliche Münsterland. Regio-Verlag, Werne 1995, ISBN 3-929158-04-3.
- Heidelore Fertig-Möller: Werne – Eine liebenswerte Stadt. Fotos von Werner Unfug und Walter Wendler. Leipziger Verlagsanstalt, Werne 1995 (edition werina, Bücher Beckmann), ISBN 3-910143-63-6.

### Ältere Werke
- Außführlicher und Warhaffter Bericht Der Stadt Werne. Was gestalt Die Herrn Graven von Trautmanstorff und Styrumb in Aprili/ 1674. Jahrs … ohne Ordre/ und dazu gegebener Ursach/ gemelte Stadt Werne/ und andere des Stiffts unnd Fürstenthumbs Münster Kirspele/ und Wigbolden feindlich überfallen/ und darin Barbarischer weise gehauset/ geraubet und geplündert, 1674 (1, 2 (identische Links))
- F. A. Borggreve: Die bei Werne in der Lippe gefundenen Alterthümer. In: Verein für Geschichte und Alterthumskunde Westfalens (Hrsg.): Zeitschrift für vaterländische Geschichte und Alterthumskunde. Band 28. Münster 1869, S. 310–334 (Bestand: Stadtbibliothek Essen).
- Franz Brüggemann, Bernard Spithöver: Die Stadt Werne oder Historische Nachrichten und Mittheilungen aus der Stadt-Chronik. Kroes, Werne 1880 (uni-muenster.de – Bestand: Universitätsbibliothek Münster).
- Julius Schwieters: Die Bauernhöfe des östlichen Theiles des Kreises Lüdinghausen in den Pfarren Werne, Hövel, Bockum, Walstedde, Drensteinfurt, Herbern, Ascheberg, Nordkirchen, Südkirchen. Aschendorff-Verlag, Münster 1888 (Nachdruck 1988, 4., unveränderte Auflage (Nachdruck), ISBN 3-402-05706-9).